# Élections municipales de 2020 dans le Finistère
Des élections municipales dans le Finistère étaient prévues les 15 et 22 mars 2020. Comme dans le reste de la France, le report du second tour est annoncé en pleine crise sanitaire liée à la propagation du coronavirus (Covid-19), de même que l'élection des maires et adjoints des communes dont le conseil municipal est au complet après le premier tour. 
Un décret publié au JORF du 15 mai 2020 a fixé la tenue des conseils municipaux d'installation, dans les communes pourvues au premier tour, entre les 23 et 28 mai 2020 tandis que le second tour est reporté au 28 juin 2020.

## Maires sortants et maires élus
À l'exception de Moëlan-sur-Mer et Quimper, la gauche échoue à reprendre les villes perdues lors du scrutin précédent, à Bourg-Blanc, Elliant, Lannilis, Plabennec, Plouescat, Plougonvelin, Plougonven, Pluguffan, Pont-l'Abbé et Scaër. Elle s'impose toutefois à Audierne, Carantec, Châteauneuf-du-Faou, Morlaix, Penmarch, Plouigneau et Roscoff, tout en devant céder La Forêt-Fouesnant, Loperhet, Plobannalec-Lesconil, Plomelin, Plouzané et Taulé. On notera la victoire du candidat du parti présidentiel La République en marche à Crozon, qui compense en partie l'échec rencontré à Penmarch. La droite reste majoritaire dans le département, tandis que les deux plus grandes villes sont gérées par la gauche, à Quimper et Brest.
| Commune                     | Population | Maire sortant             | Parti | Parti  | Second tour ? | Maire élu                 | Parti | Parti  |
| --------------------------- | ---------- | ------------------------- | ----- | ------ | ------------- | ------------------------- | ----- | ------ |
| Audierne                    | 3 692      | Joseph Évenat             |       | DVD    | Non           | Gurvan Kerloc'h           |       | DVG    |
| Bannalec                    | 5 798      | Yves André                |       | PS     | Non           | Christophe Le Roux        |       | DVG    |
| Bénodet                     | 3 596      | Christian Pennanech       |       | App.LR | Non           | Christian Pennanech       |       | App.LR |
| Bohars                      | 3 556      | Armel Gourvil             |       | DVD    | Non           | Armel Gourvil             |       | DVD    |
| Bourg-Blanc                 | 3 608      | Bernard Gibergues         |       | LR     | Non           | Bernard Gibergues         |       | LR     |
| Brest                       | 142 629    | François Cuillandre       |       | PS     | Oui           | François Cuillandre       |       | PS     |
| Briec                       | 5 743      | Jean-Hubert Pétillon      |       | PS     | Non           | Thomas Férec              |       | PS     |
| Carantec                    | 3 256      | Jean-Guy Guéguen          |       | UDI    | Non           | Nicole Ségalen-Hamon      |       | DVG    |
| Carhaix-Plouguer            | 7 856      | Christian Troadec         |       | PLB    | Non           | Christian Troadec         |       | PLB    |
| Châteaulin                  | 5 774      | Gaëlle Nicolas            |       | LR     | Non           | Gaëlle Nicolas            |       | LR     |
| Châteauneuf-du-Faou         | 3 780      | Jean-Pierre Rolland       |       | LR     | Non           | Tugdual Braban            |       | DVG    |
| Cléder                      | 3 882      | Gérard Danielou           |       | LR     | Non           | Gérard Danielou           |       | LR     |
| Clohars-Carnoët             | 4 424      | Jacques Juloux            |       | DVG    | Oui           | Jacques Juloux            |       | DVG    |
| Combrit                     | 4 180      | Jacques Beaufils          |       | DVG    | Oui           | Christian Loussouarn      |       | DVG    |
| Concarneau                  | 19 898     | André Fidelin             |       | LR     | Oui           | Marc Bigot                |       | DVD    |
| Crozon                      | 7 777      | Daniel Moysan             |       | LR     | Oui           | Patrick Berthelot         |       | LREM   |
| Douarnenez                  | 14 520     | François Cadic            |       | LR     | Oui           | Jocelyne Poitevin         |       | DVD    |
| Elliant                     | 3 474      | René Le Baron             |       | UDI    | Non           | René Le Baron             |       | UDI    |
| Ergué-Gabéric               | 8 353      | Hervé Herry               |       | DVD    | Oui           | Hervé Herry               |       | DVD    |
| Fouesnant                   | 9 957      | Roger Le Goff             |       | LR     | Non           | Roger Le Goff             |       | LR     |
| Gouesnou                    | 6 240      | Stéphane Roudaut          |       | LR     | Non           | Stéphane Roudaut          |       | LR     |
| Guilers                     | 8 177      | Pierre Ogor               |       | LR     | Non           | Pierre Ogor               |       | DVD    |
| Guipavas                    | 14 853     | Fabrice Jacob             |       | DVD    | Non           | Fabrice Jacob             |       | DVD    |
| La Forêt-Fouesnant          | 3 448      | Patrice Valadou           |       | DVG    | Non           | Daniel Goyat              |       | DVD    |
| Landéda                     | 3 669      | Christine Chevalier       |       | DVG    | Non           | Christine Chevalier       |       | DVG    |
| Landerneau                  | 16 468     | Patrick Leclerc           |       | LR     | Non           | Patrick Leclerc           |       | LR     |
| Landivisiau                 | 9 492      | Laurence Claisse          |       | LR     | Oui           | Laurence Claisse          |       | LR     |
| Lannilis                    | 5 647      | Jean-François Tréguer     |       | DVD    | Non           | Jean-François Tréguer     |       | DVD    |
| Le Folgoët                  | 3 251      | Bernard Tanguy            |       | DVD    | Non           | Pascal Kerboul            |       | DVD    |
| Le Relecq-Kerhuon           | 11 704     | Yohann Nédélec            |       | PS     | Oui           | Laurent Péron             |       | PS     |
| Lesneven                    | 7 635      | Claudie Balcon            |       | DVG    | Non           | Claudie Balcon            |       | DVG    |
| Locmaria-Plouzané           | 5 180      | Viviane Godebert          |       | DVD    | Non           | Viviane Godebert          |       | DVD    |
| Loctudy                     | 4 159      | Christine Zamuner         |       | DVD    | Oui           | Christine Zamuner         |       | DVD    |
| Loperhet                    | 3 793      | Jean-Paul Morvan          |       | PS     | Non           | Nathalie Godet            |       | DVD    |
| Melgven                     | 3 427      | Christian Guichard        |       | DVG    | Non           | Catherine Esvant          |       | DVG    |
| Mellac                      | 3 118      | Bernard Pelleter          |       | PS     | Oui           | Franck Chapoulie          |       | PS     |
| Milizac-Guipronvel          | 4 498      | Bernard Quillévéré        |       | DVG    | Non           | Bernard Quillévéré        |       | DVG    |
| Moëlan-sur-Mer              | 6 940      | Marcel Le Pennec          |       | DVD    | Oui           | Marie-Louise Grisel       |       | DVG    |
| Morlaix                     | 15 446     | Agnès Le Brun             |       | LR     | Oui           | Jean-Paul Vermot          |       | PS     |
| Penmarch                    | 5 462      | Raynald Tanter            |       | LREM   | Oui           | Gwenola Le Troadec        |       | DVG    |
| Plabennec                   | 8 605      | Marie-Annick Creac'hcadec |       | DVD    | Non           | Marie-Annick Creac'hcadec |       | DVD    |
| Pleyben                     | 3 956      | Annie Le Vaillant         |       | DVD    | Non           | Amélie Caro               |       | DVD    |
| Pleyber-Christ              | 3 237      | Thierry Piriou            |       | PS     | Non           | Julien Kerguillec         |       | LFI    |
| Plobannalec-Lesconil        | 3 548      | Frédéric Le Loc'h         |       | DVG    | Non           | Cyrille Le Cléac'h        |       | DVD    |
| Plogonnec                   | 3 218      | Christian Kéribin         |       | MoDem  | Non           | Didier Leroy              |       | DVD    |
| Plomelin                    | 4 354      | Jean-Paul Le Dantec       |       | DVG    | Non           | Dominique Le Roux         |       | DVD    |
| Plomeur                     | 3 863      | Ronan Credou              |       | UDI    | Non           | Ronan Credou              |       | DVD    |
| Plonéour-Lanvern            | 6 226      | Josiane Kerloch           |       | UDI    | Oui           | Josiane Kerloch           |       | UDI    |
| Plouarzel                   | 3 776      | André Talarmin            |       | LR     | Non           | André Talarmin            |       | LR     |
| Ploudalmézeau               | 6 431      | Marguerite Lamour         |       | LR     | Non           | Marguerite Lamour         |       | LR     |
| Ploudaniel                  | 3 807      | Joël Marchadour           |       | LR     | Non           | Pierre Guiziou            |       | DVD    |
| Plouescat                   | 3 541      | Éric Le Bour              |       | MoDem  | Non           | Éric Le Bour              |       | MoDem  |
| Plougastel-Daoulas          | 13 711     | Dominique Cap             |       | LR     | Oui           | Dominique Cap             |       | LR     |
| Plougonvelin                | 4 251      | Bernard Gouérec           |       | DVD    | Oui           | Bernard Gouérec           |       | DVD    |
| Plougonven                  | 3 524      | Yvon Le Cousse            |       | DVD    | Non           | Bernadette Auffret        |       | DVD    |
| Plouguerneau                | 6 678      | Yannig Robin              |       | DVG    | Non           | Yannig Robin              |       | EÉLV   |
| Plouhinec                   | 4 080      | Bruno Le Port             |       | DVD    | Non           | Yvan Moullec              |       | DVD    |
| Plouigneau                  | 5 153      | Rollande Le Houérou       |       | App.LR | Non           | Joëlle Huon               |       | PS     |
| Plourin-lès-Morlaix         | 4 706      | Guy Pennec                |       | PS     | Non           | Guy Pennec                |       | PS     |
| Plouvien                    | 3 844      | Christian Calvez          |       | DVD    | Non           | Hervé Oldani              |       | DVD    |
| Plouzané                    | 13 010     | Bernard Rioual            |       | PS     | Oui           | Yves Du Buit              |       | UDI    |
| Plozévet                    | 3 060      | Pierre Plouzennec         |       | PS     | Non           | Gilles Kérézéon           |       | DVG    |
| Pluguffan                   | 4 192      | Alain Decourchelle        |       | REM    | Non           | Alain Decourchelle        |       | REM    |
| Pont-de-Buis-lès-Quimerch   | 4 068      | Roger Mellouët            |       | PS     | Non           | Pascal Prigent            |       | PS     |
| Pont-l'Abbé                 | 8 633      | Stéphane Le Doaré         |       | LR     | Non           | Stéphane Le Doaré         |       | LR     |
| Quimper                     | 66 743     | Ludovic Jolivet           |       | Agir   | Oui           | Isabelle Assih            |       | PS     |
| Quimperlé                   | 12 630     | Michaël Quernez           |       | PS     | Non           | Michaël Quernez           |       | PS     |
| Riec-sur-Bélon              | 4 316      | Sébastien Miossec         |       | PS     | Non           | Sébastien Miossec         |       | PS     |
| Roscoff                     | 3 452      | Joseph Séïté              |       | DVD    | Non           | Odile Thubert-Montagne    |       | DVG    |
| Rosporden                   | 7 780      | Michel Loussouarn         |       | PS     | Non           | Michel Loussouarn         |       | PS     |
| Saint-Évarzec               | 3 649      | André Guillou             |       | DVD    | Oui           | René Rocuet               |       | DVD    |
| Saint-Martin-des-Champs     | 4 763      | François Hamon            |       | PS     | Non           | François Hamon            |       | PS     |
| Saint-Pol-de-Léon           | 6 838      | Nicolas Floc'h            |       | UDI    | Non           | Stéphane Cloarec          |       | DVD    |
| Saint-Renan                 | 8 287      | Gilles Mounier            |       | DVD    | Non           | Gilles Mounier            |       | DVD    |
| Saint-Thégonnec Loc-Eguiner | 3 092      | Solange Creignou          |       | PS     | Non           | Solange Creignou          |       | PS     |
| Saint-Yvi                   | 3 178      | Jacques François          |       | PS     | Non           | Guy Pagnard               |       | PS     |
| Scaër                       | 5 507      | Jean-Yves Le Goff         |       | LR     | Non           | Jean-Yves Le Goff         |       | LR     |
| Taulé                       | 3 040      | Annie Hamon               |       | PS     | Non           | Gilles Créach             |       | DVD    |
| Trégunc                     | 7 271      | Olivier Bellec            |       | PS     | Non           | Olivier Bellec            |       | PS     |

### Résultats en nombre de maires
| Partis       | Partis                               | Maires sortants | Maires élus | Évolution     |
| ------------ | ------------------------------------ | --------------- | ----------- | ------------- |
|              | Divers droite                        | 19              | 27          | 8             |
|              | Les Républicains                     | 21              | 13          | 8             |
|              | Union des démocrates et indépendants | 5               | 3           | 2             |
| Total droite | Total droite                         | 45              | 43          | 2             |
|              | Parti socialiste                     | 19              | 16          | 3             |
|              | Divers gauche                        | 10              | 14          | 4             |
|              | Mouvement Bretagne et progrès        | 1               | 1           | en stagnation |
|              | La France insoumise                  | 0               | 1           | 1             |
|              | Europe Écologie Les Verts            | 0               | 1           | 1             |
| Total gauche | Total gauche                         | 30              | 33          | 3             |
|              | Mouvement démocrate                  | 2               | 1           | 1             |
|              | La République en marche              | 2               | 2           | en stagnation |
| Total centre | Total centre                         | 4               | 3           | 1             |
| Total        | Total                                | 79              | 79          | -             |

## Résultats dans les communes de plus de3 000 habitants

### Audierne
- Maire sortant : Joseph Évenat (DVD), ne se représente pas[3]

| Tête de liste            | Tête de liste            | Liste                    | Premier tour | Premier tour | Sièges | Sièges |
| Tête de liste            | Tête de liste            | Liste                    | Voix         | %            | CM     | CC     |
| ------------------------ | ------------------------ | ------------------------ | ------------ | ------------ | ------ | ------ |
|                          | Gurvan Kerloc’h          | DVG                      | 1 057        | 52,82        | 22     | 6      |
| Solide et solidaire      |                          |                          | 1 057        | 52,82        | 22     | 6      |
|                          | Didier Guillon           | DVD                      | 944          | 47,17        | 7      | 1      |
| Plus forts ensemble      |                          |                          | 944          | 47,17        | 7      | 1      |
|                          |                          |                          |              |              |        |        |
| Votes exprimés           | Votes exprimés           | Votes exprimés           | 2 001        | 97,04        |        |        |
| Votes blancs             | Votes blancs             | Votes blancs             | 28           | 1,36         |        |        |
| Votes nuls               | Votes nuls               | Votes nuls               | 33           | 1,60         |        |        |
| Total                    | Total                    | Total                    | 2 062        | 100          | 29     | 7      |
| Abstention               | Abstention               | Abstention               | 1 255        | 37,84        |        |        |
| Inscrits / participation | Inscrits / participation | Inscrits / participation | 3 317        | 62,16        |        |        |

### Bannalec
- Maire sortant : Yves André (PS), ne se représente pas[7]

| Tête de liste                  | Tête de liste            | Liste                    | Premier tour | Premier tour | Sièges | Sièges |
| Tête de liste                  | Tête de liste            | Liste                    | Voix         | %            | CM     | CC     |
| ------------------------------ | ------------------------ | ------------------------ | ------------ | ------------ | ------ | ------ |
|                                | Christophe Le Roux       | DVG                      | 1 120        | 100,00       | 29     | 5      |
| Bannalec, un avenir à partager |                          |                          | 1 120        | 100,00       | 29     | 5      |
|                                |                          |                          |              |              |        |        |
| Votes exprimés                 | Votes exprimés           | Votes exprimés           | 1 120        | 84,27        |        |        |
| Votes blancs                   | Votes blancs             | Votes blancs             | 87           | 6,55         |        |        |
| Votes nuls                     | Votes nuls               | Votes nuls               | 122          | 9,18         |        |        |
| Total                          | Total                    | Total                    | 1 329        | 100          | 29     | 5      |
| Abstention                     | Abstention               | Abstention               | 3 082        | 69,87        |        |        |
| Inscrits / participation       | Inscrits / participation | Inscrits / participation | 4 411        | 30,13        |        |        |

### Bénodet
- Maire sortant : Christian Pennanech (DVD)

| Tête de liste                     | Tête de liste        | Liste          | Premier tour | Premier tour | Sièges | Sièges |
| Tête de liste                     | Tête de liste        | Liste          | Voix         | %            | CM     | CC     |
| --------------------------------- | -------------------- | -------------- | ------------ | ------------ | ------ | ------ |
|                                   | Christian Pennanech, | DVD            | 965          | 62,98        | 22     | 4      |
| Faire gagner Bénodet avec passion |                      |                | 965          | 62,98        | 22     | 4      |
|                                   | Claude Martel        | DVG            | 567          | 37,01        | 5      | 1      |
| Mieux vivre ensemble à Bénodet    |                      |                | 567          | 37,01        | 5      | 1      |
|                                   |                      |                |              |              |        |        |
| Inscrits                          | Inscrits             | Inscrits       | 3 154        |              |        |        |
| Abstentions                       | Abstentions          | Abstentions    | 1 572        | 49,84        |        |        |
| Votants                           | Votants              | Votants        | 1 582        | 50,16        |        |        |
| Blancs et nuls                    | Blancs et nuls       | Blancs et nuls | 50           | 3,16         |        |        |
| Exprimés                          | Exprimés             | Exprimés       | 1 532        | 96,84        |        |        |

### Bohars
- Maire sortant : Armel Gourvil (DVD)

| Tête de liste    | Tête de liste  | Liste          | Premier tour | Premier tour | Sièges | Sièges |
| Tête de liste    | Tête de liste  | Liste          | Voix         | %            | CM     | CC     |
| ---------------- | -------------- | -------------- | ------------ | ------------ | ------ | ------ |
|                  | Armel Gourvil, | DVD            | 534          | 100,00       | 23     | 2      |
| Bohars en action |                |                | 534          | 100,00       | 23     | 2      |
|                  |                |                |              |              |        |        |
| Inscrits         | Inscrits       | Inscrits       | 2 694        |              |        |        |
| Abstentions      | Abstentions    | Abstentions    | 2 015        | 74,80        |        |        |
| Votants          | Votants        | Votants        | 679          | 25,20        |        |        |
| Blancs et nuls   | Blancs et nuls | Blancs et nuls | 145          | 21.45        |        |        |
| Exprimés         | Exprimés       | Exprimés       | 534          | 78,65        |        |        |

### Bourg-Blanc
- Maire sortant : Bernard Gibergues (DVD)

| Tête de liste                     | Tête de liste      | Liste          | Premier tour | Premier tour | Sièges | Sièges |
| Tête de liste                     | Tête de liste      | Liste          | Voix         | %            | CM     | CC     |
| --------------------------------- | ------------------ | -------------- | ------------ | ------------ | ------ | ------ |
|                                   | Bernard Gibergues, | DVD-LR         | 779          | 58,30        | 22     | 3      |
| Poursuivons ensemble Bourg-Blanc  |                    |                | 779          | 58,30        | 22     | 3      |
|                                   | Gilbert Thomas     | DVG            | 557          | 41,69        | 5      | 1      |
| Bourg-Blanc, ouverts sur l'avenir |                    |                | 557          | 41,69        | 5      | 1      |
|                                   |                    |                |              |              |        |        |
| Inscrits                          | Inscrits           | Inscrits       | 2 353        |              |        |        |
| Abstentions                       | Abstentions        | Abstentions    | 992          | 42,16        |        |        |
| Votants                           | Votants            | Votants        | 1 361        | 57,84        |        |        |
| Blancs et nuls                    | Blancs et nuls     | Blancs et nuls | 25           | 1.84         |        |        |
| Exprimés                          | Exprimés           | Exprimés       | 1 336        | 98,16        |        |        |

### Brest
- Maire sortant : François Cuillandre (PS, majorité PS-PCF-EELV-UDB-PRG-BNC)
- 55 sièges à pourvoir au conseil municipal (population légale 2017 : 140 064 habitants)
- 33 sièges à pourvoir au conseil communautaire (Brest Métropole)

|                                         |                          |                              |              |              |             |             |        |        |
| Tête de liste                           | Tête de liste            | Liste                        | Premier tour | Premier tour | Second tour | Second tour | Sièges | Sièges |
| Tête de liste                           | Tête de liste            | Liste                        | Voix         | %            | Voix        | %           | CM     | CC     |
|                                         | François Cuillandre      | PS - PCF - BNC - PRG         | 8 146        | 26,54        | 12 628      | 49,69       | 42     | 25     |
| Brest au cœur !                         |                          |                              | 8 146        | 26,54        | 12 628      | 49,69       | 42     | 25     |
|                                         | Ronan Pichon             | EELV - UDB - G.s - LRDG - GE | 4 831        | 15,74        | 12 628      | 49,69       | 42     | 25     |
| Brest Écologie Solidarités              |                          |                              | 4 831        | 15,74        | 12 628      | 49,69       | 42     | 25     |
|                                         | Bernadette Malgorn       | DVD - UDI                    | 5 794        | 18,87        | 9 253       | 36,41       | 10     | 6      |
| Brest, c'est vous                       |                          |                              | 5 794        | 18,87        | 9 253       | 36,41       | 10     | 6      |
|                                         | Marc Coatanéa            | LREM - MoDem - Agir          | 3 867        | 12,60        | 3 530       | 13,89       | 3      | 2      |
| Marchons pour Brest !                   |                          |                              | 3 867        | 12,60        | 3 530       | 13,89       | 3      | 2      |
|                                         | Pascal Olivard           | SE                           | 2 782        | 9,06         |             |             |        |        |
| Brest, imaginons demain                 |                          |                              | 2 782        | 9,06         |             |             |        |        |
|                                         | Pierre-Yves Cadalen      | LFI                          | 2 189        | 7,13         |             |             |        |        |
| Brest à venir !                         |                          |                              | 2 189        | 7,13         |             |             |        |        |
|                                         | Renée Thomaïdis          | RN - LDP                     | 2 061        | 6,71         |             |             |        |        |
| Vivre en sécurité à Brest               |                          |                              | 2 061        | 6,71         |             |             |        |        |
|                                         | Emmanuelle Le Pors       | SE                           | 651          | 2,12         |             |             |        |        |
| Brest ! La liste citoyenne              |                          |                              | 651          | 2,12         |             |             |        |        |
|                                         | Rémy Collard             | LO                           | 219          | 0,71         |             |             |        |        |
| Faire entendre le camp des travailleurs |                          |                              | 219          | 0,71         |             |             |        |        |
|                                         | Roger Calvez             | POID                         | 158          | 0,51         |             |             |        |        |
| Démocratie communale et laïcité         |                          |                              | 158          | 0,51         |             |             |        |        |
|                                         |                          |                              |              |              |             |             |        |        |
| Votes exprimés                          | Votes exprimés           | Votes exprimés               | 30 698       | 98,40        | 25 411      | 94,03       |        |        |
| Votes blancs                            | Votes blancs             | Votes blancs                 | 499          | 1,60         | 1 613       | 5,97        |        |        |
| Votes nuls                              | Votes nuls               | Votes nuls                   | 0            | 0,00         | 0           | 0           |        |        |
| Total                                   | Total                    | Total                        | 31 197       | 100          | 27 024      | 100         | 55     | 33     |
| Abstention                              | Abstention               | Abstention                   | 53 266       | 63,06        | 57 535      | 68,04       |        |        |
| Inscrits / participation                | Inscrits / participation | Inscrits / participation     | 84 463       | 36,94        | 84 559      | 31,96       |        |        |

### Briec
- Maire sortant : Jean-Hubert Pétillon (PS), ne se représente pas[16]

| Tête de liste              | Tête de liste  | Liste          | Premier tour | Premier tour | Sièges | Sièges |
| Tête de liste              | Tête de liste  | Liste          | Voix         | %            | CM     | CC     |
| -------------------------- | -------------- | -------------- | ------------ | ------------ | ------ | ------ |
|                            | Thomas Férec   | PS-EÉLV-PCF    | 1 181        | 70,13        | 25     | 4      |
| Briec Avenir et Solidarité |                |                | 1 181        | 70,13        | 25     | 4      |
|                            | David Aubin    | DVD-LR         | 503          | 29,86        | 4      | 0      |
| Briec, objectifs communs   |                |                | 503          | 29,86        | 4      | 0      |
|                            |                |                |              |              |        |        |
| Inscrits                   | Inscrits       | Inscrits       | 3 988        |              |        |        |
| Abstentions                | Abstentions    | Abstentions    | 2 216        | 55,57        |        |        |
| Votants                    | Votants        | Votants        | 1 772        | 44,43        |        |        |
| Blancs et nuls             | Blancs et nuls | Blancs et nuls | 88           | 4.97         |        |        |
| Exprimés                   | Exprimés       | Exprimés       | 1 684        | 95,03        |        |        |

### Carantec
- Maire sortant : Jean-Guy Guéguen (LR), ne se représente pas[19]

| Tête de liste                 | Tête de liste          | Liste          | Premier tour | Premier tour | Sièges | Sièges |
| Tête de liste                 | Tête de liste          | Liste          | Voix         | %            | CM     | CC     |
| ----------------------------- | ---------------------- | -------------- | ------------ | ------------ | ------ | ------ |
|                               | Nicole Ségalen-Hamon   | DVG            | 910          | 51,23        | 18     | 2      |
| Carantec, territoire d'avenir |                        |                | 910          | 51,23        | 18     | 2      |
|                               | François de Goësbriand | DVD-LR         | 866          | 48,76        | 5      | 0      |
| Pour Carantec                 |                        |                | 866          | 48,76        | 5      | 0      |
|                               |                        |                |              |              |        |        |
| Inscrits                      | Inscrits               | Inscrits       | 3 102        |              |        |        |
| Abstentions                   | Abstentions            | Abstentions    | 1 283        | 41,36        |        |        |
| Votants                       | Votants                | Votants        | 1 819        | 58,64        |        |        |
| Blancs et nuls                | Blancs et nuls         | Blancs et nuls | 43           | 2,36         |        |        |
| Exprimés                      | Exprimés               | Exprimés       | 1 776        | 97,64        |        |        |

### Carhaix-Plouguer
- Maire sortant : Christian Troadec (PLB)

| Tête de liste                           | Tête de liste            | Liste                    | Premier tour | Premier tour | Sièges | Sièges |
| Tête de liste                           | Tête de liste            | Liste                    | Voix         | %            | CM     | CC     |
| --------------------------------------- | ------------------------ | ------------------------ | ------------ | ------------ | ------ | ------ |
|                                         | Christian Troadec,       | PLB                      | 1 439        | 51,87        | 23     | 10     |
| Carhaix, ville dynamique et solidaire   |                          |                          | 1 439        | 51,87        | 23     | 10     |
|                                         | Jérôme Yvinec            | DVD ex-LR                | 823          | 29,66        | 4      | 2      |
| Un temps d’avance pour Carhaix-Plouguer |                          |                          | 823          | 29,66        | 4      | 2      |
|                                         | Laure Boussard           | EÉLV-FI-PS-PCF           | 512          | 18,45        | 2      | 1      |
| Une dynamique de gauche pour Carhaix    |                          |                          | 512          | 18,45        | 2      | 1      |
|                                         |                          |                          |              |              |        |        |
| Votes exprimés                          | Votes exprimés           | Votes exprimés           | 2 774        | 96,32        |        |        |
| Votes blancs                            | Votes blancs             | Votes blancs             | 49           | 1,70         |        |        |
| Votes nuls                              | Votes nuls               | Votes nuls               | 57           | 1,98         |        |        |
| Total                                   | Total                    | Total                    | 2 880        | 100          | 29     | 13     |
| Abstention                              | Abstention               | Abstention               | 2 802        | 49,31        |        |        |
| Inscrits / participation                | Inscrits / participation | Inscrits / participation | 5 682        | 50,69        |        |        |

### Châteaulin
- Maire sortante : Gaëlle Nicolas (LR)

| Tête de liste                      | Tête de liste   | Liste          | Premier tour | Premier tour | Sièges | Sièges |
| Tête de liste                      | Tête de liste   | Liste          | Voix         | %            | CM     | CC     |
| ---------------------------------- | --------------- | -------------- | ------------ | ------------ | ------ | ------ |
|                                    | Gaëlle Nicolas, | LR             | 991          | 55,05        | 23     | 8      |
| Châteaulin innovante et créative   |                 |                | 991          | 55,05        | 23     | 8      |
|                                    | Clarisse Réalé  | PS-DVG         | 603          | 33,50        | 5      | 1      |
| Nouvel avenir pour #Châteaulin     |                 |                | 603          | 33,50        | 5      | 1      |
|                                    | Céline Lehuédé  | EÉLV           | 206          | 11,44        | 1      | 0      |
| Un autre Châteaulin est possible ! |                 |                | 206          | 11,44        | 1      | 0      |
|                                    |                 |                |              |              |        |        |
| Inscrits                           | Inscrits        | Inscrits       | 3 740        |              |        |        |
| Abstentions                        | Abstentions     | Abstentions    | 1 890        | 50,53        |        |        |
| Votants                            | Votants         | Votants        | 1 850        | 49,47        |        |        |
| Blancs et nuls                     | Blancs et nuls  | Blancs et nuls | 50           | 2.70         |        |        |
| Exprimés                           | Exprimés        | Exprimés       | 1 800        | 97,30        |        |        |

### Châteauneuf-du-Faou
- Maire sortant : Jean-Pierre Rolland (LR), ne se représente pas[29]

| Tête de liste                                  | Tête de liste  | Liste          | Premier tour | Premier tour | Sièges | Sièges |
| Tête de liste                                  | Tête de liste  | Liste          | Voix         | %            | CM     | CC     |
| ---------------------------------------------- | -------------- | -------------- | ------------ | ------------ | ------ | ------ |
|                                                | Tugdual Braban | DVG-PS-EÉLV    | 960          | 60,18        | 22     | 5      |
| Vivons Châteauneuf, tous ensemble              |                |                | 960          | 60,18        | 22     | 5      |
|                                                | Claude Joncour | LR-DVD         | 635          | 39,81        | 5      | 1      |
| Châteauneuf vers l’avenir... C'est avec vous ! |                |                | 635          | 39,81        | 5      | 1      |
|                                                |                |                |              |              |        |        |
| Inscrits                                       | Inscrits       | Inscrits       | 2 588        |              |        |        |
| Abstentions                                    | Abstentions    | Abstentions    | 950          | 36,71        |        |        |
| Votants                                        | Votants        | Votants        | 1 638        | 63,29        |        |        |
| Blancs et nuls                                 | Blancs et nuls | Blancs et nuls | 43           | 2.63         |        |        |
| Exprimés                                       | Exprimés       | Exprimés       | 1 595        | 97,37        |        |        |

### Cléder
- Maire sortant : Gérard Daniélou (LR)

| Tête de liste    | Tête de liste        | Liste          | Premier tour | Premier tour | Sièges | Sièges |
| Tête de liste    | Tête de liste        | Liste          | Voix         | %            | CM     | CC     |
| ---------------- | -------------------- | -------------- | ------------ | ------------ | ------ | ------ |
|                  | Gérard Daniélou,     | LR             | 921          | 59,76        | 22     | 4      |
| Cléder autrement |                      |                | 921          | 59,76        | 22     | 4      |
|                  | Charles de Kermenguy | DVC            | 620          | 40,23        | 5      | 1      |
| Unis pour Cléder |                      |                | 620          | 40,23        | 5      | 1      |
|                  |                      |                |              |              |        |        |
| Inscrits         | Inscrits             | Inscrits       | 3 190        |              |        |        |
| Abstentions      | Abstentions          | Abstentions    | 1 596        | 50,03        |        |        |
| Votants          | Votants              | Votants        | 1 594        | 49,97        |        |        |
| Blancs et nuls   | Blancs et nuls       | Blancs et nuls | 53           | 3,32         |        |        |
| Exprimés         | Exprimés             | Exprimés       | 1 541        | 96,68        |        |        |

### Clohars-Carnoët
- Maire sortant : Jacques Juloux (PS)

| Tête de liste                     | Tête de liste            | Liste                    | Premier tour | Premier tour | Second tour | Second tour | Sièges | Sièges |
| Tête de liste                     | Tête de liste            | Liste                    | Voix         | %            | Voix        | %           | CM     | CC     |
| --------------------------------- | ------------------------ | ------------------------ | ------------ | ------------ | ----------- | ----------- | ------ | ------ |
|                                   | Jacques Juloux,          | PS-EÉLV-PCF              | 1 125        | 45,41        | 1 425       | 51,07       | 21     | 3      |
| Kloar 2020 dynamique et solidaire |                          |                          | 1 125        | 45,41        | 1 425       | 51,07       | 21     | 3      |
|                                   | Loïc Prima               | DVD                      | 969          | 39,11        | 1 365       | 48,92       | 6      | 1      |
| Avenir et proximité               |                          |                          | 969          | 39,11        | 1 365       | 48,92       | 6      | 1      |
|                                   | Sébastien Boyer          | DVD-LREM                 | 383          | 15,46        |             |             |        |        |
| Kloar, Nouvelle vague             |                          |                          | 383          | 15,46        |             |             |        |        |
|                                   |                          |                          |              |              |             |             |        |        |
| Votes exprimés                    | Votes exprimés           | Votes exprimés           | 2 477        | 97,71        | 2 790       | 97,52       |        |        |
| Votes blancs                      | Votes blancs             | Votes blancs             | 19           | 0,75         | 30          | 1,05        |        |        |
| Votes nuls                        | Votes nuls               | Votes nuls               | 39           | 1,54         | 41          | 1,43        |        |        |
| Total                             | Total                    | Total                    | 2 535        | 100          | 2 861       | 100         | 27     | 4      |
| Abstention                        | Abstention               | Abstention               | 1 842        | 42,08        | 1 510       | 34,55       |        |        |
| Inscrits / participation          | Inscrits / participation | Inscrits / participation | 4 377        | 57,92        | 4 371       | 64,45       |        |        |

### Combrit
- Maire sortant : Jacques Beaufils  (DVG), ne se représente pas[39]

| Tête de liste                       | Tête de liste            | Liste                    | Premier tour | Premier tour | Second tour | Second tour | Sièges | Sièges |
| Tête de liste                       | Tête de liste            | Liste                    | Voix         | %            | Voix        | %           | CM     | CC     |
| ----------------------------------- | ------------------------ | ------------------------ | ------------ | ------------ | ----------- | ----------- | ------ | ------ |
|                                     | Christian Loussouarn     | DVG                      | 830          | 47,83        | 914         | 50,27       | 21     | 4      |
| Construisons ensemble notre avenir  |                          |                          | 830          | 47,83        | 914         | 50,27       | 21     | 4      |
|                                     | Catherine Montreuil      | DVG                      | 480          | 27,66        | 505         | 27,77       | 3      | 1      |
| Agissons pour Combrit-Sainte-Marine |                          |                          | 480          | 27,66        | 505         | 27,77       | 3      | 1      |
|                                     | Gérard Yvé               | DVD                      | 425          | 24,49        | 399         | 21,94       | 3      | 0      |
| Combrit Avenir                      |                          |                          | 425          | 24,49        | 399         | 21,94       | 3      | 0      |
|                                     |                          |                          |              |              |             |             |        |        |
| Votes exprimés                      | Votes exprimés           | Votes exprimés           | 1 735        | 97,75        | 1 818       | 97,74       |        |        |
| Votes blancs                        | Votes blancs             | Votes blancs             | 15           | 0,85         | 20          | 1,08        |        |        |
| Votes nuls                          | Votes nuls               | Votes nuls               | 25           | 1,41         | 22          | 1,18        |        |        |
| Total                               | Total                    | Total                    | 1 775        | 100          | 1 860       | 100         | 27     | 8      |
| Abstention                          | Abstention               | Abstention               | 1 883        | 51,48        | 1 788       | 49,01       |        |        |
| Inscrits / participation            | Inscrits / participation | Inscrits / participation | 3 658        | 48,52        | 3 648       | 50,99       |        |        |

### Concarneau
- Maire sortant : André Fidelin (LR), ne se représente pas[44]

|                                 |                          |                          |              |              |             |             |        |        |
| Tête de liste                   | Tête de liste            | Liste                    | Premier tour | Premier tour | Second tour | Second tour | Sièges | Sièges |
| Tête de liste                   | Tête de liste            | Liste                    | Voix         | %            | Voix        | %           | CM     | CC     |
|                                 | Marc Bigot               | DVD-LR                   | 2 693        | 39,49        | 3 125       | 44,55       | 24     | 13     |
| Mon parti c'est Concarneau      |                          |                          | 2 693        | 39,49        | 3 125       | 44,55       | 24     | 13     |
|                                 | Élisabeth Janvier        | EÉLV-PCF-PS-G.s          | 2 038        | 29,89        | 2 420       | 34,50       | 6      | 3      |
| Concarneau solidaire et durable |                          |                          | 2 038        | 29,89        | 2 420       | 34,50       | 6      | 3      |
|                                 | Antony Le Bras           | LREM                     | 1 627        | 23,86        | 1 469       | 20,94       | 3      | 2      |
| Concarneau avec vous            |                          |                          | 1 627        | 23,86        | 1 469       | 20,94       | 3      | 2      |
|                                 | Christian Perez          | RN                       | 460          | 6,74         |             |             |        |        |
| Concarneau ville d’avenir !     |                          |                          | 460          | 6,74         |             |             |        |        |
|                                 |                          |                          |              |              |             |             |        |        |
| Votes exprimés                  | Votes exprimés           | Votes exprimés           | 6 818        | 97,29        | 7 014       | 97,81       |        |        |
| Votes blancs                    | Votes blancs             | Votes blancs             | 77           | 1,10         | 69          | 0,96        |        |        |
| Votes nuls                      | Votes nuls               | Votes nuls               | 113          | 1,61         | 88          | 1,23        |        |        |
| Total                           | Total                    | Total                    | 7 008        | 100          | 7 171       | 100         | 33     | 18     |
| Abstention                      | Abstention               | Abstention               | 10 641       | 60,29        | 10 480      | 59,37       |        |        |
| Inscrits / participation        | Inscrits / participation | Inscrits / participation | 17 649       | 39,71        | 17 651      | 39,74       |        |        |

### Crozon
- Maire sortant : Daniel Moysan (LR), ne se représente pas[50]

| Tête de liste                             | Tête de liste            | Liste                    | Premier tour | Premier tour | Second tour | Second tour | Sièges | Sièges |
| Tête de liste                             | Tête de liste            | Liste                    | Voix         | %            | Voix        | %           | CM     | CC     |
| ----------------------------------------- | ------------------------ | ------------------------ | ------------ | ------------ | ----------- | ----------- | ------ | ------ |
|                                           | Patrick Berthelot        | LREM-LR                  | 875          | 26,40        | 1 351       | 35,33       | 20     | 7      |
| Crozon Ensemble                           |                          |                          | 875          | 26,40        | 1 351       | 35,33       | 20     | 7      |
|                                           | Gaëlle Vigouroux         | PCF-EÉLV-PS-G.s          | 861          | 25,98        | 941         | 24,61       | 4      | 1      |
| Crozon dynamique, écologique et solidaire |                          |                          | 861          | 25,98        | 941         | 24,61       | 4      | 1      |
|                                           | Jean-Marie Béroldy       | DVC-LREM diss.           | 812          | 24,50        | 895         | 23,41       | 3      | 1      |
| Écouter pour agir                         |                          |                          | 812          | 24,50        | 895         | 23,41       | 3      | 1      |
|                                           | Jean-Luc Guennegues      | DVC                      | 766          | 23,11        | 636         | 16,63       | 2      | 1      |
| Un nouvel élan pour Crozon                |                          |                          | 766          | 23,11        | 636         | 16,63       | 2      | 1      |
|                                           |                          |                          |              |              |             |             |        |        |
| Votes exprimés                            | Votes exprimés           | Votes exprimés           | 3 314        | 97,21        | 3 823       | 98,08       |        |        |
| Votes blancs                              | Votes blancs             | Votes blancs             | 33           | 0,97         | 34          | 0,87        |        |        |
| Votes nuls                                | Votes nuls               | Votes nuls               | 62           | 1,82         | 41          | 1,05        |        |        |
| Total                                     | Total                    | Total                    | 3 409        | 100          | 3 898       | 100         | 29     | 10     |
| Abstention                                | Abstention               | Abstention               | 3 470        | 50,44        | 2 974       | 43,28       |        |        |
| Inscrits / participation                  | Inscrits / participation | Inscrits / participation | 6 879        | 49,56        | 6 872       | 56,72       |        |        |

### Douarnenez
- Maire sortant : François Cadic (LR)

| Tête de liste                     | Tête de liste            | Liste                     | Premier tour | Premier tour | Second tour | Second tour | Sièges | Sièges |
| Tête de liste                     | Tête de liste            | Liste                     | Voix         | %            | Voix        | %           | CM     | CC     |
| --------------------------------- | ------------------------ | ------------------------- | ------------ | ------------ | ----------- | ----------- | ------ | ------ |
|                                   | Jocelyne Poitevin        | DVD-LREM                  | 1 707        | 33,17        | 3 511       | 57,19       | 26     | 11     |
| Douarnenez au cœur                |                          |                           | 1 707        | 33,17        | 3 511       | 57,19       | 26     | 11     |
|                                   | Hugues Tupin             | PCF-Ensemble !-PS-UDB-G.s | 2 262        | 43,95        | 2 628       | 42,80       | 7      | 2      |
| Douarnenez, terre citoyenne       |                          |                           | 2 262        | 43,95        | 2 628       | 42,80       | 7      | 2      |
|                                   | François Cadic,          | LR                        | 1 177        | 22,87        |             |             |        |        |
| Douarnenez, nouvelles générations |                          |                           | 1 177        | 22,87        |             |             |        |        |
|                                   |                          |                           |              |              |             |             |        |        |
| Votes exprimés                    | Votes exprimés           | Votes exprimés            | 5 146        | 97,33        | 6 139       | 96,16       |        |        |
| Votes blancs                      | Votes blancs             | Votes blancs              | 58           | 1,10         | 143         | 2,24        |        |        |
| Votes nuls                        | Votes nuls               | Votes nuls                | 83           | 1,57         | 102         | 1,60        |        |        |
| Total                             | Total                    | Total                     | 5 287        | 100          | 6 384       | 100         | 33     | 13     |
| Abstention                        | Abstention               | Abstention                | 6 749        | 56,07        | 5 635       | 46,88       |        |        |
| Inscrits / participation          | Inscrits / participation | Inscrits / participation  | 12 036       | 43,93        | 12 019      | 53,12       |        |        |

### Elliant
- Maire sortant : René Le Baron (UDI)

| Tête de liste                         | Tête de liste  | Liste          | Premier tour | Premier tour | Sièges | Sièges |
| Tête de liste                         | Tête de liste  | Liste          | Voix         | %            | CM     | CC     |
| ------------------------------------- | -------------- | -------------- | ------------ | ------------ | ------ | ------ |
|                                       | René Le Baron, | UDI            | 824          | 63,87        | 19     | 2      |
| Entente elliantaise                   |                |                | 824          | 63,87        | 19     | 2      |
|                                       | Fabien Caron   | PS-PCF-EÉLV    | 466          | 36,12        | 4      | 1      |
| Initiative et démocratie pour Elliant |                |                | 466          | 36,12        | 4      | 1      |
|                                       |                |                |              |              |        |        |
| Inscrits                              | Inscrits       | Inscrits       | 2 518        |              |        |        |
| Abstentions                           | Abstentions    | Abstentions    | 1 194        | 47,42        |        |        |
| Votants                               | Votants        | Votants        | 1 324        | 52,58        |        |        |
| Blancs et nuls                        | Blancs et nuls | Blancs et nuls | 34           | 2,57         |        |        |
| Exprimés                              | Exprimés       | Exprimés       | 1 290        | 97,43        |        |        |

### Ergué-Gabéric
- Maire sortant : Hervé Herry (DVD)

| Tête de liste               | Tête de liste            | Liste                    | Premier tour | Premier tour | Second tour | Second tour | Sièges | Sièges |
| Tête de liste               | Tête de liste            | Liste                    | Voix         | %            | Voix        | %           | CM     | CC     |
| --------------------------- | ------------------------ | ------------------------ | ------------ | ------------ | ----------- | ----------- | ------ | ------ |
|                             | Hervé Herry,             | DVD                      | 1 477        | 46,38        | 1 546       | 46,60       | 22     | 5      |
| Choisir pour rassembler     |                          |                          | 1 477        | 46,38        | 1 546       | 46,60       | 22     | 5      |
|                             | Alain Le Grand           | DVD                      | 1 056        | 33,16        | 1 141       | 34,39       | 5      | 1      |
| Ensemble pour Ergué-Gabéric |                          |                          | 1 056        | 33,16        | 1 141       | 34,39       | 5      | 1      |
|                             | Karen Le Corre           | DVG                      | 651          | 20,44        | 630         | 18,99       | 2      | 0      |
| Ergué-Gabéric autrement     |                          |                          | 651          | 20,44        | 630         | 18,99       | 2      | 0      |
|                             |                          |                          |              |              |             |             |        |        |
| Votes exprimés              | Votes exprimés           | Votes exprimés           | 3 184        | 97,49        | 3 317       | 98,08       |        |        |
| Votes blancs                | Votes blancs             | Votes blancs             | 27           | 0,83         | 25          | 0,74        |        |        |
| Votes nuls                  | Votes nuls               | Votes nuls               | 55           | 1,68         | 40          | 1,18        |        |        |
| Total                       | Total                    | Total                    | 3 266        | 100          | 3 382       | 100         | 29     | 6      |
| Abstention                  | Abstention               | Abstention               | 3 504        | 51,76        | 3 403       | 50,15       |        |        |
| Inscrits / participation    | Inscrits / participation | Inscrits / participation | 6 770        | 48,24        | 6 785       | 49,85       |        |        |

### Fouesnant
- Maire sortant : Roger Le Goff (LR)

| Tête de liste           | Tête de liste   | Liste          | Premier tour | Premier tour | Sièges | Sièges |
| Tête de liste           | Tête de liste   | Liste          | Voix         | %            | CM     | CC     |
| ----------------------- | --------------- | -------------- | ------------ | ------------ | ------ | ------ |
|                         | Roger Le Goff,  | LR             | 2 718        | 70,35        | 25     | 9      |
| Fouesnant passionnément |                 |                | 2 718        | 70,35        | 25     | 9      |
|                         | Vincent Esnault | EÉLV-PS-PCF    | 1 145        | 29,64        | 4      | 1      |
| Alternative Fouesnant   |                 |                | 1 145        | 29,64        | 4      | 1      |
|                         |                 |                |              |              |        |        |
| Inscrits                | Inscrits        | Inscrits       | 9 018        |              |        |        |
| Abstentions             | Abstentions     | Abstentions    | 4 945        | 54,83        |        |        |
| Votants                 | Votants         | Votants        | 4 073        | 45,17        |        |        |
| Blancs et nuls          | Blancs et nuls  | Blancs et nuls | 210          | 5.16         |        |        |
| Exprimés                | Exprimés        | Exprimés       | 3 863        | 94,84        |        |        |

### Gouesnou
- Maire sortant : Stéphane Roudaut (DVD, ex-LR)

| Tête de liste      | Tête de liste     | Liste          | Premier tour | Premier tour | Sièges | Sièges |
| Tête de liste      | Tête de liste     | Liste          | Voix         | %            | CM     | CC     |
| ------------------ | ----------------- | -------------- | ------------ | ------------ | ------ | ------ |
|                    | Stéphane Roudaut, | DVD-LR         | 1 819        | 75,98        | 26     | 3      |
| Gouesnou pour vous |                   |                | 1 819        | 75,98        | 26     | 3      |
|                    | Michel Quéré      | DVG            | 575          | 24,01        | 3      | 0      |
| Gouesnou Autrement |                   |                | 575          | 24,01        | 3      | 0      |
|                    |                   |                |              |              |        |        |
| Inscrits           | Inscrits          | Inscrits       | 5 139        |              |        |        |
| Abstentions        | Abstentions       | Abstentions    | 2 691        | 52,36        |        |        |
| Votants            | Votants           | Votants        | 2 448        | 47,64        |        |        |
| Blancs et nuls     | Blancs et nuls    | Blancs et nuls | 54           | 2.21         |        |        |
| Exprimés           | Exprimés          | Exprimés       | 2 394        | 97,79        |        |        |

### Guilers
- Maire sortant : Pierre Ogor (DVD)

| Tête de liste                       | Tête de liste   | Liste          | Premier tour | Premier tour | Sièges | Sièges |
| Tête de liste                       | Tête de liste   | Liste          | Voix         | %            | CM     | CC     |
| ----------------------------------- | --------------- | -------------- | ------------ | ------------ | ------ | ------ |
|                                     | Pierre Ogor,    | DVD            | 1 533        | 52,32        | 22     | 3      |
| Continuons Guilers autrement        |                 |                | 1 533        | 52,32        | 22     | 3      |
|                                     | Gwenael Kerjean | DVG            | 1 397        | 47,67        | 7      | 1      |
| Citoyen.ne.s, ensemble pour Guilers |                 |                | 1 397        | 47,67        | 7      | 1      |
|                                     |                 |                |              |              |        |        |
| Inscrits                            | Inscrits        | Inscrits       | 6 322        |              |        |        |
| Abstentions                         | Abstentions     | Abstentions    | 3 335        | 52,75        |        |        |
| Votants                             | Votants         | Votants        | 2 987        | 47,25        |        |        |
| Blancs et nuls                      | Blancs et nuls  | Blancs et nuls | 57           | 1,91         |        |        |
| Exprimés                            | Exprimés        | Exprimés       | 2 930        | 98,09        |        |        |

### Guipavas
- Maire sortant : Fabrice Jacob (DVD)

| Tête de liste                      | Tête de liste         | Liste          | Premier tour | Premier tour | Sièges | Sièges |
| Tête de liste                      | Tête de liste         | Liste          | Voix         | %            | CM     | CC     |
| ---------------------------------- | --------------------- | -------------- | ------------ | ------------ | ------ | ------ |
|                                    | Fabrice Jacob,        | DVD            | 2 175        | 50,62        | 25     | 6      |
| Guipavas Avenir                    |                       |                | 2 175        | 50,62        | 25     | 6      |
|                                    | Claire Le Roy         | DVG-LREM       | 1 055        | 24,55        | 4      | 1      |
| Initiative Citoyenne pour Guipavas |                       |                | 1 055        | 24,55        | 4      | 1      |
|                                    | Isabelle Guérin-Balem | LR-DVD         | 811          | 18,87        | 3      | 0      |
| Guipavas Passionnément             |                       |                | 811          | 18,87        | 3      | 0      |
|                                    | Emmanuel Morucci      | DVD            | 255          | 5,93         | 1      | 0      |
| Union pour Guipavas                |                       |                | 255          | 5,93         | 1      | 0      |
|                                    |                       |                |              |              |        |        |
| Inscrits                           | Inscrits              | Inscrits       | 11 135       |              |        |        |
| Abstentions                        | Abstentions           | Abstentions    | 6 504        | 58,41        |        |        |
| Votants                            | Votants               | Votants        | 4 631        | 41,59        |        |        |
| Blancs et nuls                     | Blancs et nuls        | Blancs et nuls | 335          | 7,23         |        |        |
| Exprimés                           | Exprimés              | Exprimés       | 4 296        | 92,77        |        |        |

### La Forêt-Fouesnant
- Maire sortant : Patrice Valadou (DVG), ne se représente pas[76]

| Tête de liste             | Tête de liste  | Liste          | Premier tour | Premier tour | Sièges | Sièges |
| Tête de liste             | Tête de liste  | Liste          | Voix         | %            | CM     | CC     |
| ------------------------- | -------------- | -------------- | ------------ | ------------ | ------ | ------ |
|                           | Daniel Goyat   | DVD            | 767          | 57,53        | 18     | 4      |
| Vivons La Forêt-Fouesnant |                |                | 767          | 57,53        | 18     | 4      |
|                           | Marie Helaouët | DVG-PS         | 566          | 42,46        | 5      | 1      |
| La Forêt simplement       |                |                | 566          | 42,46        | 5      | 1      |
|                           |                |                |              |              |        |        |
| Inscrits                  | Inscrits       | Inscrits       | 2 928        |              |        |        |
| Abstentions               | Abstentions    | Abstentions    | 1 529        | 52,22        |        |        |
| Votants                   | Votants        | Votants        | 1 399        | 47,78        |        |        |
| Blancs et nuls            | Blancs et nuls | Blancs et nuls | 66           | 4.72         |        |        |
| Exprimés                  | Exprimés       | Exprimés       | 1 333        | 95,28        |        |        |

### Landéda
- Maire sortante : Christine Chevalier (DVG)

| Tête de liste            | Tête de liste        | Liste          | Premier tour | Premier tour | Sièges | Sièges |
| Tête de liste            | Tête de liste        | Liste          | Voix         | %            | CM     | CC     |
| ------------------------ | -------------------- | -------------- | ------------ | ------------ | ------ | ------ |
|                          | Christine Chevalier, | DVG            | 822          | 59,82        | 22     | 4      |
| Ensemble pour Landéda    |                      |                | 822          | 59,82        | 22     | 4      |
|                          | Frédéric Le Coze     | DVG            | 303          | 22,05        | 3      | 0      |
| Déclic pour Landeda 2020 |                      |                | 303          | 22,05        | 3      | 0      |
|                          | Christophe Arzur     | DVD            | 249          | 18,12        | 2      | 0      |
| Unis pour Landéda        |                      |                | 249          | 18,12        | 2      | 0      |
|                          |                      |                |              |              |        |        |
| Inscrits                 | Inscrits             | Inscrits       | 3 034        |              |        |        |
| Abstentions              | Abstentions          | Abstentions    | 1 601        | 52,77        |        |        |
| Votants                  | Votants              | Votants        | 1 433        | 47,23        |        |        |
| Blancs et nuls           | Blancs et nuls       | Blancs et nuls | 59           | 4,12         |        |        |
| Exprimés                 | Exprimés             | Exprimés       | 1 374        | 95,88        |        |        |

### Landerneau
- Maire sortant : Patrick Leclerc (DVD)

| Tête de liste                   | Tête de liste         | Liste          | Premier tour | Premier tour | Sièges | Sièges |
| Tête de liste                   | Tête de liste         | Liste          | Voix         | %            | CM     | CC     |
| ------------------------------- | --------------------- | -------------- | ------------ | ------------ | ------ | ------ |
|                                 | Patrick Leclerc,      | DVD            | 3 191        | 72,25        | 29     | 14     |
| Landerneau dynamique et durable |                       |                | 3 191        | 72,25        | 29     | 14     |
|                                 | Jean-François Bodilis | PS-PCF-PRG     | 1 225        | 27,74        | 4      | 2      |
| Collectif Landerneau pour tous  |                       |                | 1 225        | 27,74        | 4      | 2      |
|                                 |                       |                |              |              |        |        |
| Inscrits                        | Inscrits              | Inscrits       | 11 441       |              |        |        |
| Abstentions                     | Abstentions           | Abstentions    | 6 892        | 60,24        |        |        |
| Votants                         | Votants               | Votants        | 4 549        | 39,76        |        |        |
| Blancs et nuls                  | Blancs et nuls        | Blancs et nuls | 133          | 2,98         |        |        |
| Exprimés                        | Exprimés              | Exprimés       | 4 416        | 97,08        |        |        |

### Landivisiau
- Maire sortante : Laurence Claisse (DVD)

| Tête de liste                          | Tête de liste            | Liste                    | Premier tour | Premier tour | Second tour | Second tour | Sièges | Sièges |
| Tête de liste                          | Tête de liste            | Liste                    | Voix         | %            | Voix        | %           | CM     | CC     |
| -------------------------------------- | ------------------------ | ------------------------ | ------------ | ------------ | ----------- | ----------- | ------ | ------ |
|                                        | Laurence Claisse,        | DVD                      | 1 338        | 48,67        | 1 553       | 52,23       | 22     | 9      |
| Landivisiau, avec vous et pour vous    |                          |                          | 1 338        | 48,67        | 1 553       | 52,23       | 22     | 9      |
|                                        | Samuel Phélippot         | DVG                      | 727          | 26,44        | 1 420       | 47,76       | 7      | 2      |
| Ensemble pour Landivisiau              |                          |                          | 727          | 26,44        | 1 420       | 47,76       | 7      | 2      |
|                                        | Gaëlle Martineau         | LREM-DVD                 | 684          | 24,88        | 1 420       | 47,76       | 7      | 2      |
| Un esprit d’ouverture pour Landivisiau |                          |                          | 684          | 24,88        | 1 420       | 47,76       | 7      | 2      |
|                                        |                          |                          |              |              |             |             |        |        |
| Votes exprimés                         | Votes exprimés           | Votes exprimés           | 2 749        | 97,21        | 2 973       | 97,19       |        |        |
| Votes blancs                           | Votes blancs             | Votes blancs             | 26           | 0,92         | 49          | 1,60        |        |        |
| Votes nuls                             | Votes nuls               | Votes nuls               | 53           | 1,87         | 37          | 1,21        |        |        |
| Total                                  | Total                    | Total                    | 2 828        | 100          | 3 059       | 100         | 29     | 11     |
| Abstention                             | Abstention               | Abstention               | 3 737        | 56,92        | 3 512       | 53,45       |        |        |
| Inscrits / participation               | Inscrits / participation | Inscrits / participation | 6 565        | 43,08        | 6 571       | 46,55       |        |        |

### Lannilis
- Maire sortant : Jean-François Tréguer (DVD)

| Tête de liste                 | Tête de liste          | Liste          | Premier tour | Premier tour | Sièges | Sièges |
| Tête de liste                 | Tête de liste          | Liste          | Voix         | %            | CM     | CC     |
| ----------------------------- | ---------------------- | -------------- | ------------ | ------------ | ------ | ------ |
|                               | Jean-François Tréguer, | DVD            | 1 369        | 70,93        | 25     | 5      |
| Lannilis, cap sur l’avenir    |                        |                | 1 369        | 70,93        | 25     | 5      |
|                               | Nadine Kassis          | DVG            | 561          | 29,06        | 4      | 1      |
| Lannilis, vivre la transition |                        |                | 561          | 29,06        | 4      | 1      |
|                               |                        |                |              |              |        |        |
| Inscrits                      | Inscrits               | Inscrits       | 4 149        |              |        |        |
| Abstentions                   | Abstentions            | Abstentions    | 2 145        | 51,70        |        |        |
| Votants                       | Votants                | Votants        | 2 004        | 48,30        |        |        |
| Blancs et nuls                | Blancs et nuls         | Blancs et nuls | 74           | 3,69         |        |        |
| Exprimés                      | Exprimés               | Exprimés       | 1 930        | 96,31        |        |        |

### Le Folgoët
- Maire sortant : Bernard Tanguy (DVD), ne se représente pas[90]

| Tête de liste                                       | Tête de liste     | Liste          | Premier tour | Premier tour | Sièges | Sièges |
| Tête de liste                                       | Tête de liste     | Liste          | Voix         | %            | CM     | CC     |
| --------------------------------------------------- | ----------------- | -------------- | ------------ | ------------ | ------ | ------ |
|                                                     | Pascal Kerboul    | DVD            | 867          | 68,21        | 20     | 4      |
| Le Folgoët : (É)co-construire notre avenir ensemble |                   |                | 867          | 68,21        | 20     | 4      |
|                                                     | Olivier Berthelot | DVG            | 404          | 31,78        | 3      | 0      |
| Réveillons Le Folgoët                               |                   |                | 404          | 31,78        | 3      | 0      |
|                                                     |                   |                |              |              |        |        |
| Inscrits                                            | Inscrits          | Inscrits       | 2 501        |              |        |        |
| Abstentions                                         | Abstentions       | Abstentions    | 1 183        | 47,30        |        |        |
| Votants                                             | Votants           | Votants        | 1 318        | 52,70        |        |        |
| Blancs et nuls                                      | Blancs et nuls    | Blancs et nuls | 47           | 3,57         |        |        |
| Exprimés                                            | Exprimés          | Exprimés       | 1 271        | 96,43        |        |        |

### Le Relecq-Kerhuon
- Maire sortant : Yohann Nédélec (PS), ne se représente pas[93]

| Tête de liste                     | Tête de liste            | Liste                    | Premier tour | Premier tour | Second tour | Second tour | Sièges | Sièges |
| Tête de liste                     | Tête de liste            | Liste                    | Voix         | %            | Voix        | %           | CM     | CC     |
| --------------------------------- | ------------------------ | ------------------------ | ------------ | ------------ | ----------- | ----------- | ------ | ------ |
|                                   | Laurent Péron            | PS-PCF-UDB               | 1 773        | 46,92        | 1 715       | 46,08       | 25     | 4      |
| L'Union pour Le Relecq-Kerhuon    |                          |                          | 1 773        | 46,92        | 1 715       | 46,08       | 25     | 4      |
|                                   | Marie Quétier            | EÉLV                     | 987          | 26,12        | 1 022       | 27,46       | 4      | 1      |
| Vert Le Relecq-Kerhuon            |                          |                          | 987          | 26,12        | 1 022       | 27,46       | 4      | 1      |
|                                   | Jean-Marie Fourmentin    | LREM                     | 1 018        | 26,94        | 984         | 26,44       | 4      | 0      |
| Marchons pour Le Relecq-Kerhuon ! |                          |                          | 1 018        | 26,94        | 984         | 26,44       | 4      | 0      |
|                                   |                          |                          |              |              |             |             |        |        |
| Votes exprimés                    | Votes exprimés           | Votes exprimés           | 3 778        | 97,80        | 3 721       | 98,34       |        |        |
| Votes blancs                      | Votes blancs             | Votes blancs             | 55           | 1,42         | 40          | 1,06        |        |        |
| Votes nuls                        | Votes nuls               | Votes nuls               | 30           | 0,78         | 23          | 0,61        |        |        |
| Total                             | Total                    | Total                    | 3 863        | 100          | 3 784       | 100         | 33     | 5      |
| Abstention                        | Abstention               | Abstention               | 5 525        | 58,85        | 5 596       | 59,66       |        |        |
| Inscrits / participation          | Inscrits / participation | Inscrits / participation | 9 388        | 41,15        | 9 380       | 40,34       |        |        |

### Lesneven
- Maire sortante : Claudie Balcon (DVG)

| Tête de liste        | Tête de liste   | Liste          | Premier tour | Premier tour | Sièges | Sièges |
| Tête de liste        | Tête de liste   | Liste          | Voix         | %            | CM     | CC     |
| -------------------- | --------------- | -------------- | ------------ | ------------ | ------ | ------ |
|                      | Claudie Balcon, | DVG            | 1 533        | 66,42        | 24     | 8      |
| Unis pour Lesneven   |                 |                | 1 533        | 66,42        | 24     | 8      |
|                      | Guy Loaëc       | DVD            | 775          | 33,57        | 5      | 2      |
| Lesneven initiatives |                 |                | 775          | 33,57        | 5      | 2      |
|                      |                 |                |              |              |        |        |
| Inscrits             | Inscrits        | Inscrits       | 5 677        |              |        |        |
| Abstentions          | Abstentions     | Abstentions    | 3 325        | 58,57        |        |        |
| Votants              | Votants         | Votants        | 2 352        | 41,43        |        |        |
| Blancs et nuls       | Blancs et nuls  | Blancs et nuls | 44           | 1,87         |        |        |
| Exprimés             | Exprimés        | Exprimés       | 2 308        | 98,13        |        |        |

### Locmaria-Plouzané
- Maire sortante : Viviane Godebert (DVD)

| Tête de liste                 | Tête de liste     | Liste          | Premier tour | Premier tour | Sièges | Sièges |
| Tête de liste                 | Tête de liste     | Liste          | Voix         | %            | CM     | CC     |
| ----------------------------- | ----------------- | -------------- | ------------ | ------------ | ------ | ------ |
|                               | Viviane Godebert, | DVD            | 1 288        | 59,16        | 23     | 4      |
| Locmaria, une énergie commune |                   |                | 1 288        | 59,16        | 23     | 4      |
|                               | Loïc Quéméner     | PS-EÉLV-PCF    | 889          | 40,83        | 6      | 1      |
| Locmaria, un nouveau cap      |                   |                | 889          | 40,83        | 6      | 1      |
|                               |                   |                |              |              |        |        |
| Inscrits                      | Inscrits          | Inscrits       | 4 081        |              |        |        |
| Abstentions                   | Abstentions       | Abstentions    | 1 864        | 45,68        |        |        |
| Votants                       | Votants           | Votants        | 2 217        | 54,32        |        |        |
| Blancs et nuls                | Blancs et nuls    | Blancs et nuls | 40           | 1,80         |        |        |
| Exprimés                      | Exprimés          | Exprimés       | 2 177        | 98,20        |        |        |

### Loctudy
- Maire sortante : Christine Zamuner (DVD)

| Tête de liste                        | Tête de liste            | Liste                    | Premier tour | Premier tour | Second tour | Second tour | Sièges | Sièges |
| Tête de liste                        | Tête de liste            | Liste                    | Voix         | %            | Voix        | %           | CM     | CC     |
| ------------------------------------ | ------------------------ | ------------------------ | ------------ | ------------ | ----------- | ----------- | ------ | ------ |
|                                      | Christine Zamuner,       | DVD                      | 933          | 46,44        | 924         | 44,12       | 20     | 4      |
| Ensemble poursuivons !               |                          |                          | 933          | 46,44        | 924         | 44,12       | 20     | 4      |
|                                      | Cécile Duché-Seiliez     | DVD                      | 624          | 31,06        | 749         | 35,76       | 5      | 1      |
| Un avenir pour Loctudy               |                          |                          | 624          | 31,06        | 749         | 35,76       | 5      | 1      |
|                                      | Christine Corfmat        | PS-FI-EÉLV-PCF           | 452          | 22,49        | 421         | 20,10       | 2      | 0      |
| Citoyenneté solidarité environnement |                          |                          | 452          | 22,49        | 421         | 20,10       | 2      | 0      |
|                                      |                          |                          |              |              |             |             |        |        |
| Votes exprimés                       | Votes exprimés           | Votes exprimés           | 2 009        | 97,38        | 2 094       | 97,99       |        |        |
| Votes blancs                         | Votes blancs             | Votes blancs             | 30           | 1,45         | 17          | 0,80        |        |        |
| Votes nuls                           | Votes nuls               | Votes nuls               | 24           | 1,16         | 26          | 0,67        |        |        |
| Total                                | Total                    | Total                    | 2 063        | 100          | 2 137       | 100         | 27     | 5      |
| Abstention                           | Abstention               | Abstention               | 1 851        | 47,29        | 1 771       | 45,32       |        |        |
| Inscrits / participation             | Inscrits / participation | Inscrits / participation | 3 914        | 52,71        | 3 908       | 54,68       |        |        |

### Loperhet
- Maire sortant : Jean-Paul Morvan (PS), ne se représente pas[106]

| Tête de liste        | Tête de liste   | Liste          | Premier tour | Premier tour | Sièges | Sièges |
| Tête de liste        | Tête de liste   | Liste          | Voix         | %            | CM     | CC     |
| -------------------- | --------------- | -------------- | ------------ | ------------ | ------ | ------ |
|                      | Nathalie Godet  | DVD            | 841          | 55,40        | 21     | 2      |
| Loperhet, je choisis |                 |                | 841          | 55,40        | 21     | 2      |
|                      | Françoise Lenué | DVG-PS         | 677          | 44,59        | 6      | 1      |
| Loperhet ensemble    |                 |                | 677          | 44,59        | 6      | 1      |
|                      |                 |                |              |              |        |        |
| Inscrits             | Inscrits        | Inscrits       | 2 850        |              |        |        |
| Abstentions          | Abstentions     | Abstentions    | 1 293        | 45,37        |        |        |
| Votants              | Votants         | Votants        | 1 557        | 54,63        |        |        |
| Blancs et nuls       | Blancs et nuls  | Blancs et nuls | 39           | 2,50         |        |        |
| Exprimés             | Exprimés        | Exprimés       | 1 518        | 97,50        |        |        |

### Melgven
- Maire sortant : Christian Guichard (DVG), ne se représente pas[109]

| Tête de liste  | Tête de liste    | Liste          | Premier tour | Premier tour | Sièges | Sièges |
| Tête de liste  | Tête de liste    | Liste          | Voix         | %            | CM     | CC     |
| -------------- | ---------------- | -------------- | ------------ | ------------ | ------ | ------ |
|                | Catherine Esvant | DVG-PS         | 557          | 100,00       | 23     | 3      |
| Melgven demain |                  |                | 557          | 100,00       | 23     | 3      |
|                |                  |                |              |              |        |        |
| Inscrits       | Inscrits         | Inscrits       | 2 728        |              |        |        |
| Abstentions    | Abstentions      | Abstentions    | 1 870        | 68,55        |        |        |
| Votants        | Votants          | Votants        | 858          | 31,45        |        |        |
| Blancs et nuls | Blancs et nuls   | Blancs et nuls | 301          | 35,08        |        |        |
| Exprimés       | Exprimés         | Exprimés       | 557          | 64,92        |        |        |

### Mellac
- Maire sortant : Bernard Pelleter (PS), ne se représente pas[111]

| Tête de liste            | Tête de liste            | Liste                    | Premier tour | Premier tour | Second tour | Second tour | Sièges | Sièges |
| Tête de liste            | Tête de liste            | Liste                    | Voix         | %            | Voix        | %           | CM     | CC     |
| ------------------------ | ------------------------ | ------------------------ | ------------ | ------------ | ----------- | ----------- | ------ | ------ |
|                          | Franck Chapoulie         | DVG                      | 484          | 35,14        | 557         | 35,05       | 16     | 2      |
| Chemins citoyens         |                          |                          | 484          | 35,14        | 557         | 35,05       | 16     | 2      |
|                          | Christophe Lescoat       | UDI-DVD                  | 452          | 32,82        | 551         | 34,67       | 4      | 1      |
| Mellac autrement         |                          |                          | 452          | 32,82        | 551         | 34,67       | 4      | 1      |
|                          | Gilles Darracq           | PS-DVG                   | 441          | 32,02        | 481         | 30,27       | 3      | 0      |
| Mellac plus loin         |                          |                          | 441          | 32,02        | 481         | 30,27       | 3      | 0      |
|                          |                          |                          |              |              |             |             |        |        |
| Votes exprimés           | Votes exprimés           | Votes exprimés           | 1 377        | 97,66        | 1 589       | 98,15       |        |        |
| Votes blancs             | Votes blancs             | Votes blancs             | 12           | 0,85         | 15          | 0,93        |        |        |
| Votes nuls               | Votes nuls               | Votes nuls               | 21           | 1,49         | 15          | 0,93        |        |        |
| Total                    | Total                    | Total                    | 1 410        | 100          | 1 619       | 100         | 23     | 3      |
| Abstention               | Abstention               | Abstention               | 1 175        | 45,45        | 966         | 37,37       |        |        |
| Inscrits / participation | Inscrits / participation | Inscrits / participation | 2 585        | 54,55        | 2 585       | 62,63       |        |        |

### Milizac-Guipronvel
- Maire sortant : Bernard Quillévéré (DVG)

| Tête de liste                       | Tête de liste       | Liste          | Premier tour | Premier tour | Sièges | Sièges |
| Tête de liste                       | Tête de liste       | Liste          | Voix         | %            | CM     | CC     |
| ----------------------------------- | ------------------- | -------------- | ------------ | ------------ | ------ | ------ |
|                                     | Bernard Quillévéré, | DVG            | 1 107        | 70,96        | 25     | 5      |
| Vivre ensemble à Milizac-Guipronvel |                     |                | 1 107        | 70,96        | 25     | 5      |
|                                     | Jean-Paul Léa       | DVD            | 453          | 29,03        | 4      | 0      |
| Avec vous pour l’avenir             |                     |                | 453          | 29,03        | 4      | 0      |
|                                     |                     |                |              |              |        |        |
| Inscrits                            | Inscrits            | Inscrits       | 3 194        |              |        |        |
| Abstentions                         | Abstentions         | Abstentions    | 1 595        | 49,94        |        |        |
| Votants                             | Votants             | Votants        | 1 599        | 50,06        |        |        |
| Blancs et nuls                      | Blancs et nuls      | Blancs et nuls | 39           | 2,44         |        |        |
| Exprimés                            | Exprimés            | Exprimés       | 1 560        | 97,56        |        |        |

### Moëlan-sur-Mer
- Maire sortant : Marcel Le Pennec (DVD), ne se représente pas[117]

| Tête de liste                 | Tête de liste            | Liste                    | Premier tour | Premier tour | Second tour | Second tour | Sièges | Sièges |
| Tête de liste                 | Tête de liste            | Liste                    | Voix         | %            | Voix        | %           | CM     | CC     |
| ----------------------------- | ------------------------ | ------------------------ | ------------ | ------------ | ----------- | ----------- | ------ | ------ |
|                               | Marie-Louise Grisel      | DVG                      | 1 230        | 44,74        | 1 557       | 53,52       | 23     | 5      |
| Moëlan, partageons l’avenir ! |                          |                          | 1 230        | 44,74        | 1 557       | 53,52       | 23     | 5      |
|                               | Jacques Le Doze          | DVD                      | 1 057        | 38,45        | 1 017       | 34,96       | 5      | 1      |
| Moëlan, une ambition commune  |                          |                          | 1 057        | 38,45        | 1 017       | 34,96       | 5      | 1      |
|                               | Pascal Bourc’his         | PCF-EÉLV-FI              | 462          | 16,80        | 335         | 11,51       | 1      | 0      |
| Moëlan notre commune          |                          |                          | 462          | 16,80        | 335         | 11,51       | 1      | 0      |
|                               |                          |                          |              |              |             |             |        |        |
| Votes exprimés                | Votes exprimés           | Votes exprimés           | 2 749        | 95,85        | 2 909       | 96,84       |        |        |
| Votes blancs                  | Votes blancs             | Votes blancs             | 48           | 1,67         | 51          | 1,70        |        |        |
| Votes nuls                    | Votes nuls               | Votes nuls               | 71           | 2,48         | 44          | 1,46        |        |        |
| Total                         | Total                    | Total                    | 2 868        | 100          | 3 004       | 100         | 29     | 6      |
| Abstention                    | Abstention               | Abstention               | 3 374        | 54,05        | 3 239       | 51,88       |        |        |
| Inscrits / participation      | Inscrits / participation | Inscrits / participation | 6 242        | 45,95        | 6 243       | 48,12       |        |        |

### Morlaix
- Maire sortante : Agnès Le Brun (DVD)

| Tête de liste                 | Tête de liste            | Liste                    | Premier tour | Premier tour | Second tour | Second tour | Sièges | Sièges |
| Tête de liste                 | Tête de liste            | Liste                    | Voix         | %            | Voix        | %           | CM     | CC     |
| ----------------------------- | ------------------------ | ------------------------ | ------------ | ------------ | ----------- | ----------- | ------ | ------ |
|                               | Jean-Paul Vermot         | PS-PCF-G.s               | 1 595        | 36,90        | 2 658       | 54,95       | 26     | 9      |
| Morlaix Ensemble              |                          |                          | 1 595        | 36,90        | 2 658       | 54,95       | 26     | 9      |
|                               | Agnès Le Brun,           | Agir-DVD                 | 1 554        | 35,95        | 2 179       | 45,04       | 7      | 3      |
| Vivons Morlaix !              |                          |                          | 1 554        | 35,95        | 2 179       | 45,04       | 7      | 3      |
|                               | Didier Allain            | EÉLV-FI                  | 849          | 19,64        |             |             |        |        |
| Morlaix alternative citoyenne |                          |                          | 849          | 19,64        |             |             |        |        |
|                               | Jean-Philippe Bapcérès   | LREM                     | 324          | 7,49         |             |             |        |        |
| Morlaix avec vous             |                          |                          | 324          | 7,49         |             |             |        |        |
|                               |                          |                          |              |              |             |             |        |        |
| Votes exprimés                | Votes exprimés           | Votes exprimés           | 4 322        | 96,99        | 4 837       | 96,26       |        |        |
| Votes blancs                  | Votes blancs             | Votes blancs             | 37           | 0,83         | 115         | 2,29        |        |        |
| Votes nuls                    | Votes nuls               | Votes nuls               | 97           | 2,18         | 73          | 1,45        |        |        |
| Total                         | Total                    | Total                    | 4 456        | 100          | 5 025       | 100         | 33     | 12     |
| Abstention                    | Abstention               | Abstention               | 5 746        | 56,32        | 5 169       | 50,71       |        |        |
| Inscrits / participation      | Inscrits / participation | Inscrits / participation | 10 202       | 43,68        | 10 194      | 49,29       |        |        |

### Penmarch
- Maire sortant : Raynald Tanter (LREM)

| Tête de liste                          | Tête de liste            | Nuance                   | Premier tour | Premier tour | Second tour | Second tour | Sièges | Sièges |
| Tête de liste                          | Tête de liste            | Nuance                   | Voix         | %            | Voix        | %           | CM     | CC     |
| -------------------------------------- | ------------------------ | ------------------------ | ------------ | ------------ | ----------- | ----------- | ------ | ------ |
|                                        | Gwenola Le Troadec       | DVG-PCF-EÉLV             | 820          | 33,77        | 1 366       | 50,57       | 22     | 5      |
| Penmarc'h avec vous !                  |                          |                          | 820          | 33,77        | 1 366       | 50,57       | 22     | 5      |
|                                        | Jean-Marc Bren           | DVD                      | 617          | 25,41        | 1 366       | 50,57       | 22     | 5      |
| Penmarc'h Nouveau Cap                  |                          |                          | 617          | 25,41        | 1 366       | 50,57       | 22     | 5      |
|                                        | Raynald Tanter,          | LREM-DVG                 | 991          | 40,81        | 1 335       | 49,42       | 7      | 1      |
| Penmarc'h : un engagement, une passion |                          |                          | 991          | 40,81        | 1 335       | 49,42       | 7      | 1      |
|                                        |                          |                          |              |              |             |             |        |        |
| Votes exprimés                         | Votes exprimés           | Votes exprimés           | 2 428        | 96,89        | 2 701       | 95,75       |        |        |
| Votes blancs                           | Votes blancs             | Votes blancs             | 27           | 1,08         | 59          | 2,01        |        |        |
| Votes nuls                             | Votes nuls               | Votes nuls               | 51           | 2,04         | 61          | 2,16        |        |        |
| Total                                  | Total                    | Total                    | 2 506        | 100          | 2 821       | 100         | 29     | 6      |
| Abstention                             | Abstention               | Abstention               | 2 315        | 48,02        | 1 994       | 41,41       |        |        |
| Inscrits / participation               | Inscrits / participation | Inscrits / participation | 4 821        | 51,98        | 4 815       | 58,59       |        |        |

### Plabennec
- Maire sortante : Marie-Annick Créac’hcadec (LR)

| Tête de liste                    | Tête de liste              | Liste          | Premier tour | Premier tour | Sièges | Sièges |
| Tête de liste                    | Tête de liste              | Liste          | Voix         | %            | CM     | CC     |
| -------------------------------- | -------------------------- | -------------- | ------------ | ------------ | ------ | ------ |
|                                  | Marie-Annick Créac’hcadec, | LR             | 1 925        | 56,23        | 23     | 7      |
| Agissons ensemble pour Plabennec |                            |                | 1 925        | 56,23        | 23     | 7      |
|                                  | Jean-Luc Bleunven          | DVG-PS         | 1 498        | 43,76        | 6      | 2      |
| Un avenir à partager             |                            |                | 1 498        | 43,76        | 6      | 2      |
|                                  |                            |                |              |              |        |        |
| Inscrits                         | Inscrits                   | Inscrits       | 5 983        |              |        |        |
| Abstentions                      | Abstentions                | Abstentions    | 2 485        | 41,53        |        |        |
| Votants                          | Votants                    | Votants        | 3 498        | 58,47        |        |        |
| Blancs et nuls                   | Blancs et nuls             | Blancs et nuls | 75           | 2,14         |        |        |
| Exprimés                         | Exprimés                   | Exprimés       | 3 423        | 97,86        |        |        |

### Pleyben
- Maire sortante : Annie Le Vaillant (DVD), ne se représente pas[134]

| Tête de liste                     | Tête de liste        | Liste          | Premier tour | Premier tour | Sièges | Sièges |
| Tête de liste                     | Tête de liste        | Liste          | Voix         | %            | CM     | CC     |
| --------------------------------- | -------------------- | -------------- | ------------ | ------------ | ------ | ------ |
|                                   | Amélie Caro          | DVD            | 809          | 54,81        | 22     | 5      |
| Avec vous Pleyben demain          |                      |                | 809          | 54,81        | 22     | 5      |
|                                   | Christophe Cercleron | LREM           | 365          | 24,72        | 3      | 1      |
| Pleyben, tous acteurs de demain ! |                      |                | 365          | 24,72        | 3      | 1      |
|                                   | Jean-Pierre L'Hours  | DVC            | 302          | 20,46        | 2      | 0      |
| Vivons Pleyben                    |                      |                | 302          | 20,46        | 2      | 0      |
|                                   |                      |                |              |              |        |        |
| Inscrits                          | Inscrits             | Inscrits       | 2 714        |              |        |        |
| Abstentions                       | Abstentions          | Abstentions    | 1 199        | 44,18        |        |        |
| Votants                           | Votants              | Votants        | 1 515        | 55,82        |        |        |
| Blancs et nuls                    | Blancs et nuls       | Blancs et nuls | 39           | 2,57         |        |        |
| Exprimés                          | Exprimés             | Exprimés       | 1 476        | 97,43        |        |        |

### Pleyber-Christ
- Maire sortant : Thierry Piriou (PS), ne se représente pas[139]

| Tête de liste                 | Tête de liste     | Liste          | Premier tour | Premier tour | Sièges | Sièges |
| Tête de liste                 | Tête de liste     | Liste          | Voix         | %            | CM     | CC     |
| ----------------------------- | ----------------- | -------------- | ------------ | ------------ | ------ | ------ |
|                               | Julien Kerguillec | FI-PS-PCF-EÉLV | 690          | 63,47        | 19     | 2      |
| Ensemble, construisons demain |                   |                | 690          | 63,47        | 19     | 2      |
|                               | Eddie Hameury     | DVC-LREM       | 397          | 36,52        | 4      | 0      |
| Pleyber nouvel air            |                   |                | 397          | 36,52        | 4      | 0      |
|                               |                   |                |              |              |        |        |
| Inscrits                      | Inscrits          | Inscrits       | 2 406        |              |        |        |
| Abstentions                   | Abstentions       | Abstentions    | 1 266        | 52,62        |        |        |
| Votants                       | Votants           | Votants        | 1 140        | 47,38        |        |        |
| Blancs et nuls                | Blancs et nuls    | Blancs et nuls | 53           | 4,65         |        |        |
| Exprimés                      | Exprimés          | Exprimés       | 1 087        | 95,35        |        |        |

### Plobannalec-Lesconil
- Maire sortant : Bruno Jullien (DVG)

| Tête de liste                        | Tête de liste      | Liste          | Premier tour | Premier tour | Sièges | Sièges |
| Tête de liste                        | Tête de liste      | Liste          | Voix         | %            | CM     | CC     |
| ------------------------------------ | ------------------ | -------------- | ------------ | ------------ | ------ | ------ |
|                                      | Cyrille Le Cléac’h | DVD            | 1 123        | 63,12        | 19     | 3      |
| Vivre à Plobannalec-Lesconil         |                    |                | 1 123        | 63,12        | 19     | 3      |
|                                      | Bruno Jullien,     | DVG-PS         | 656          | 36,87        | 4      | 1      |
| Vivre ensemble, continuons avec vous |                    |                | 656          | 36,87        | 4      | 1      |
|                                      |                    |                |              |              |        |        |
| Inscrits                             | Inscrits           | Inscrits       | 3 178        |              |        |        |
| Abstentions                          | Abstentions        | Abstentions    | 1 327        | 41,76        |        |        |
| Votants                              | Votants            | Votants        | 1 851        | 58,24        |        |        |
| Blancs et nuls                       | Blancs et nuls     | Blancs et nuls | 72           | 3,89         |        |        |
| Exprimés                             | Exprimés           | Exprimés       | 1 779        | 96,11        |        |        |

### Plogonnec
- Maire sortant : Christian Keribin (MoDem), ne se représente pas[144]

| Tête de liste                  | Tête de liste  | Liste          | Premier tour | Premier tour | Sièges | Sièges |
| Tête de liste                  | Tête de liste  | Liste          | Voix         | %            | CM     | CC     |
| ------------------------------ | -------------- | -------------- | ------------ | ------------ | ------ | ------ |
|                                | Didier Leroy   | DVD            | 683          | 100,00       | 23     | 2      |
| Agir et bien vivre à Plogonnec |                |                | 683          | 100,00       | 23     | 2      |
|                                |                |                |              |              |        |        |
| Inscrits                       | Inscrits       | Inscrits       | 2 284        |              |        |        |
| Abstentions                    | Abstentions    | Abstentions    | 1 500        | 65,67        |        |        |
| Votants                        | Votants        | Votants        | 784          | 34,33        |        |        |
| Blancs et nuls                 | Blancs et nuls | Blancs et nuls | 101          | 12,88        |        |        |
| Exprimés                       | Exprimés       | Exprimés       | 683          | 87,12        |        |        |

### Plomelin
- Maire sortant : Jean-Paul Le Dantec (PS), ne se représente pas[146]

| Tête de liste           | Tête de liste     | Liste          | Premier tour | Premier tour | Sièges | Sièges |
| Tête de liste           | Tête de liste     | Liste          | Voix         | %            | CM     | CC     |
| ----------------------- | ----------------- | -------------- | ------------ | ------------ | ------ | ------ |
|                         | Dominique Le Roux | DVD            | 909          | 51,61        | 21     | 2      |
| Avec vous pour Plomelin |                   |                | 909          | 51,61        | 21     | 2      |
|                         | Erick Schwartz    | DVG-PS         | 852          | 48,38        | 6      | 1      |
| Plomelin ensemble 2020  |                   |                | 852          | 48,38        | 6      | 1      |
|                         |                   |                |              |              |        |        |
| Inscrits                | Inscrits          | Inscrits       | 3 500        |              |        |        |
| Abstentions             | Abstentions       | Abstentions    | 1 706        | 48,74        |        |        |
| Votants                 | Votants           | Votants        | 1 794        | 51,26        |        |        |
| Blancs et nuls          | Blancs et nuls    | Blancs et nuls | 33           | 1,84         |        |        |
| Exprimés                | Exprimés          | Exprimés       | 1 761        | 98,16        |        |        |

### Plomeur
- Maire sortant : Ronan Crédou (DVD)

| Tête de liste                                  | Tête de liste  | Liste          | Premier tour | Premier tour | Sièges | Sièges |
| Tête de liste                                  | Tête de liste  | Liste          | Voix         | %            | CM     | CC     |
| ---------------------------------------------- | -------------- | -------------- | ------------ | ------------ | ------ | ------ |
|                                                | Ronan Crédou,  | DVD            | 1 072        | 72,77        | 24     | 4      |
| Liste Républicaine pour les intérêts communaux |                |                | 1 072        | 72,77        | 24     | 4      |
|                                                | Raoul Gloaguen | DVG-PS-PCF     | 401          | 27,22        | 3      | 0      |
| Plomeur, éco solidaires                        |                |                | 401          | 27,22        | 3      | 0      |
|                                                |                |                |              |              |        |        |
| Inscrits                                       | Inscrits       | Inscrits       | 3 318        |              |        |        |
| Abstentions                                    | Abstentions    | Abstentions    | 1 804        | 54,37        |        |        |
| Votants                                        | Votants        | Votants        | 1 514        | 45,63        |        |        |
| Blancs et nuls                                 | Blancs et nuls | Blancs et nuls | 41           | 2,71         |        |        |
| Exprimés                                       | Exprimés       | Exprimés       | 1 473        | 97,29        |        |        |

### Plonéour-Lanvern
- Maire sortante : Josiane Kerloch (DVD)

| Tête de liste                         | Tête de liste            | Liste                    | Premier tour | Premier tour | Second tour | Second tour | Sièges | Sièges |
| Tête de liste                         | Tête de liste            | Liste                    | Voix         | %            | Voix        | %           | CM     | CC     |
| ------------------------------------- | ------------------------ | ------------------------ | ------------ | ------------ | ----------- | ----------- | ------ | ------ |
|                                       | Josiane Kerloch,         | DVC                      | 1 116        | 45,92        | 1 140       | 45,93       | 21     | 9      |
| Engagés pour Plonéour-Lanvern         |                          |                          | 1 116        | 45,92        | 1 140       | 45,93       | 21     | 9      |
|                                       | Jacques Alain            | DVG                      | 860          | 35,39        | 996         | 40,12       | 6      | 2      |
| Liste citoyenne de Plonéour-Lanvern   |                          |                          | 860          | 35,39        | 996         | 40,12       | 6      | 2      |
|                                       | Martine Olivier          | UDI-FI,                  | 454          | 18,68        | 346         | 13,94       | 2      | 0      |
| Un nouvel élan avec les Plonéouristes |                          |                          | 454          | 18,68        | 346         | 13,94       | 2      | 0      |
|                                       |                          |                          |              |              |             |             |        |        |
| Votes exprimés                        | Votes exprimés           | Votes exprimés           | 2 430        | 97,75        | 2 482       | 98,06       |        |        |
| Votes blancs                          | Votes blancs             | Votes blancs             | 32           | 1,29         | 23          | 0,91        |        |        |
| Votes nuls                            | Votes nuls               | Votes nuls               | 24           | 0,97         | 26          | 1,03        |        |        |
| Total                                 | Total                    | Total                    | 2 486        | 100          | 2 531       | 100         | 29     | 11     |
| Abstention                            | Abstention               | Abstention               | 2 311        | 48,18        | 2 273       | 47,31       |        |        |
| Inscrits / participation              | Inscrits / participation | Inscrits / participation | 4 797        | 51,82        | 4 804       | 52,69       |        |        |

### Plouarzel
- Maire sortant : André Talarmin (DVD)

| Tête de liste                       | Tête de liste   | Liste          | Premier tour | Premier tour | Sièges | Sièges |
| Tête de liste                       | Tête de liste   | Liste          | Voix         | %            | CM     | CC     |
| ----------------------------------- | --------------- | -------------- | ------------ | ------------ | ------ | ------ |
|                                     | André Talarmin, | DVD            | 807          | 100,00       | 27     | 4      |
| Plouarzel, ensemble pour son avenir |                 |                | 807          | 100,00       | 27     | 4      |
|                                     |                 |                |              |              |        |        |
| Inscrits                            | Inscrits        | Inscrits       | 3 063        |              |        |        |
| Abstentions                         | Abstentions     | Abstentions    | 2 140        | 69,87        |        |        |
| Votants                             | Votants         | Votants        | 923          | 30,13        |        |        |
| Blancs et nuls                      | Blancs et nuls  | Blancs et nuls | 116          | 12,57        |        |        |
| Exprimés                            | Exprimés        | Exprimés       | 807          | 87,43        |        |        |

### Ploudalmézeau
- Maire sortante : Marguerite Lamour (LR)

| Tête de liste                            | Tête de liste      | Liste          | Premier tour | Premier tour | Sièges | Sièges |
| Tête de liste                            | Tête de liste      | Liste          | Voix         | %            | CM     | CC     |
| ---------------------------------------- | ------------------ | -------------- | ------------ | ------------ | ------ | ------ |
|                                          | Marguerite Lamour, | LR             | 1 668        | 61,73        | 24     | 6      |
| Ploudal, Portsall, notre passion commune |                    |                | 1 668        | 61,73        | 24     | 6      |
|                                          | Logann Vince       | DVG            | 627          | 23,20        | 3      | 1      |
| Liste participative Ploudal/Portsall     |                    |                | 627          | 23,20        | 3      | 1      |
|                                          | René Pelleau       | DVG            | 407          | 15,06        | 2      | 0      |
| Osons Ploudal-Portsall                   |                    |                | 407          | 15,06        | 2      | 0      |
|                                          |                    |                |              |              |        |        |
| Inscrits                                 | Inscrits           | Inscrits       | 5 319        |              |        |        |
| Abstentions                              | Abstentions        | Abstentions    | 2 550        | 47,94        |        |        |
| Votants                                  | Votants            | Votants        | 2 769        | 52,06        |        |        |
| Blancs et nuls                           | Blancs et nuls     | Blancs et nuls | 67           | 2,42         |        |        |
| Exprimés                                 | Exprimés           | Exprimés       | 2 702        | 97,58        |        |        |

### Ploudaniel
- Maire sortant : Joël Marchadour (DVD), ne se représente pas[161]

| Tête de liste            | Tête de liste  | Liste          | Premier tour | Premier tour | Sièges | Sièges |
| Tête de liste            | Tête de liste  | Liste          | Voix         | %            | CM     | CC     |
| ------------------------ | -------------- | -------------- | ------------ | ------------ | ------ | ------ |
|                          | Pierre Guiziou | DVD            | 833          | 100,00       | 27     | 5      |
| Vivre, agir à Ploudaniel |                |                | 833          | 100,00       | 27     | 5      |
|                          |                |                |              |              |        |        |
| Inscrits                 | Inscrits       | Inscrits       | 2 796        |              |        |        |
| Abstentions              | Abstentions    | Abstentions    | 1 799        | 64,34        |        |        |
| Votants                  | Votants        | Votants        | 997          | 35,66        |        |        |
| Blancs et nuls           | Blancs et nuls | Blancs et nuls | 164          | 16,45        |        |        |
| Exprimés                 | Exprimés       | Exprimés       | 833          | 83,55        |        |        |

### Plouescat
- Maire sortant : Éric Le Bour (MoDem)

| Tête de liste              | Tête de liste  | Liste          | Premier tour | Premier tour | Sièges | Sièges |
| Tête de liste              | Tête de liste  | Liste          | Voix         | %            | CM     | CC     |
| -------------------------- | -------------- | -------------- | ------------ | ------------ | ------ | ------ |
|                            | Éric Le Bour,  | MoDem          | 949          | 63,09        | 19     | 4      |
| Ensemble, vivons Plouescat |                |                | 949          | 63,09        | 19     | 4      |
|                            | Yves Jézéquel  | DVG            | 555          | 36,90        | 4      | 1      |
| Plouescat nouveau cap      |                |                | 555          | 36,90        | 4      | 1      |
|                            |                |                |              |              |        |        |
| Inscrits                   | Inscrits       | Inscrits       | 2 990        |              |        |        |
| Abstentions                | Abstentions    | Abstentions    | 1 433        | 47,93        |        |        |
| Votants                    | Votants        | Votants        | 1 557        | 52,07        |        |        |
| Blancs et nuls             | Blancs et nuls | Blancs et nuls | 53           | 3,40         |        |        |
| Exprimés                   | Exprimés       | Exprimés       | 1 504        | 96,60        |        |        |

### Plougastel-Daoulas
- Maire sortant : Dominique Cap (DVD)

|                                                           |                          |                          |              |              |             |             |        |        |
| Tête de liste                                             | Tête de liste            | Liste                    | Premier tour | Premier tour | Second tour | Second tour | Sièges | Sièges |
| Tête de liste                                             | Tête de liste            | Liste                    | Voix         | %            | Voix        | %           | CM     | CC     |
|                                                           | Dominique Cap,           | DVD                      | 2 134        | 42,24        | 2 409       | 46,68       | 25     | 5      |
| Plougastel, on l’aime !                                   |                          |                          | 2 134        | 42,24        | 2 409       | 46,68       | 25     | 5      |
|                                                           | David Moan               | DVG-PS                   | 1 713        | 33,91        | 2 235       | 43,31       | 7      | 1      |
| Ensemble pour Plougastel                                  |                          |                          | 1 713        | 33,91        | 2 235       | 43,31       | 7      | 1      |
|                                                           | Stéphane Péron           | LREM                     | 620          | 12,27        | 516         | 10,00       | 1      | 0      |
| Plougastel, nouveau souffle - Avel nevez evit Plougastell |                          |                          | 620          | 12,27        | 516         | 10,00       | 1      | 0      |
|                                                           | Gilles Grall             | DVC                      | 584          | 11,56        |             |             |        |        |
| Bien vivre Plougastel                                     |                          |                          | 584          | 11,56        |             |             |        |        |
|                                                           |                          |                          |              |              |             |             |        |        |
| Votes exprimés                                            | Votes exprimés           | Votes exprimés           | 5 051        | 97,87        | 5 160       | 98,12       |        |        |
| Votes blancs                                              | Votes blancs             | Votes blancs             | 40           | 0,78         | 59          | 1,12        |        |        |
| Votes nuls                                                | Votes nuls               | Votes nuls               | 70           | 1,36         | 40          | 0,76        |        |        |
| Total                                                     | Total                    | Total                    | 5 161        | 100          | 5 259       | 100         | 33     | 6      |
| Abstention                                                | Abstention               | Abstention               | 5 699        | 52,48        | 5 608       | 51,61       |        |        |
| Inscrits / participation                                  | Inscrits / participation | Inscrits / participation | 10 860       | 47,52        | 10 867      | 48,39       |        |        |

### Plougonvelin
- Maire sortant : Bernard Gouérec (DVD)

| Tête de liste                   | Tête de liste            | Liste                    | Premier tour | Premier tour | Second tour | Second tour | Sièges | Sièges |
| Tête de liste                   | Tête de liste            | Liste                    | Voix         | %            | Voix        | %           | CM     | CC     |
| ------------------------------- | ------------------------ | ------------------------ | ------------ | ------------ | ----------- | ----------- | ------ | ------ |
|                                 | Bernard Gouérec,         | DVD                      | 889          | 47,51        | 944         | 50,02       | 21     | 4      |
| Plougonvelin 2020-2026          |                          |                          | 889          | 47,51        | 944         | 50,02       | 21     | 4      |
|                                 | Israël Bacor             | DVG                      | 604          | 32,28        | 684         | 36,24       | 5      | 1      |
| Énergies nouvelles Plougonvelin |                          |                          | 604          | 32,28        | 684         | 36,24       | 5      | 1      |
|                                 | Philippe Ris             | DVG                      | 378          | 20,20        | 259         | 13,72       | 1      | 0      |
| Cap Plougonvelin                |                          |                          | 378          | 20,20        | 259         | 13,72       | 1      | 0      |
|                                 |                          |                          |              |              |             |             |        |        |
| Votes exprimés                  | Votes exprimés           | Votes exprimés           | 1 871        | 98,32        | 1 887       | 97,82       |        |        |
| Votes blancs                    | Votes blancs             | Votes blancs             | 15           | 0,79         | 19          | 0,98        |        |        |
| Votes nuls                      | Votes nuls               | Votes nuls               | 17           | 0,89         | 23          | 1,19        |        |        |
| Total                           | Total                    | Total                    | 1 903        | 100          | 1 929       | 100         | 27     | 5      |
| Abstention                      | Abstention               | Abstention               | 1 611        | 45,85        | 1 588       | 45,15       |        |        |
| Inscrits / participation        | Inscrits / participation | Inscrits / participation | 3 514        | 54,15        | 3 517       | 54,85       |        |        |

### Plougonven
- Maire sortant : Yvon Le Cousse (DVD), ne se représente pas[174]

| Tête de liste                                    | Tête de liste      | Liste          | Premier tour | Premier tour | Sièges | Sièges |
| Tête de liste                                    | Tête de liste      | Liste          | Voix         | %            | CM     | CC     |
| ------------------------------------------------ | ------------------ | -------------- | ------------ | ------------ | ------ | ------ |
|                                                  | Bernadette Auffret | DVD            | 724          | 57,82        | 18     | 2      |
| Plougonven : agir, créer, participer             |                    |                | 724          | 57,82        | 18     | 2      |
|                                                  | Martine Carn       | PCF-PS-EÉLV    | 528          | 42,17        | 5      | 0      |
| Liste de gauche sociale, écologique et citoyenne |                    |                | 528          | 42,17        | 5      | 0      |
|                                                  |                    |                |              |              |        |        |
| Inscrits                                         | Inscrits           | Inscrits       | 2 642        |              |        |        |
| Abstentions                                      | Abstentions        | Abstentions    | 1 314        | 49,74        |        |        |
| Votants                                          | Votants            | Votants        | 1 328        | 50,26        |        |        |
| Blancs et nuls                                   | Blancs et nuls     | Blancs et nuls | 76           | 5,72         |        |        |
| Exprimés                                         | Exprimés           | Exprimés       | 1 252        | 94,28        |        |        |

### Plouguerneau
- Maire sortant : Yannig Robin (app EÉLV)

| Tête de liste              | Tête de liste  | Liste          | Premier tour | Premier tour | Sièges | Sièges |
| Tête de liste              | Tête de liste  | Liste          | Voix         | %            | CM     | CC     |
| -------------------------- | -------------- | -------------- | ------------ | ------------ | ------ | ------ |
|                            | Yannig Robin,  | EÉLV-PS        | 1 733        | 61,76        | 24     | 6      |
| Plouguerneau en commun     |                |                | 1 733        | 61,76        | 24     | 6      |
|                            | Lédie Le Hir   | DVD            | 1 073        | 38,23        | 5      | 1      |
| Plouguerneau passionnément |                |                | 1 073        | 38,23        | 5      | 1      |
|                            |                |                |              |              |        |        |
| Inscrits                   | Inscrits       | Inscrits       | 5 613        |              |        |        |
| Abstentions                | Abstentions    | Abstentions    | 2 733        | 48,69        |        |        |
| Votants                    | Votants        | Votants        | 2 880        | 51,31        |        |        |
| Blancs et nuls             | Blancs et nuls | Blancs et nuls | 74           | 2,57         |        |        |
| Exprimés                   | Exprimés       | Exprimés       | 2 806        | 97,43        |        |        |

### Plouhinec
- Maire sortant : Bruno Le Port (DVD), ne se représente pas[179]

| Tête de liste                | Tête de liste   | Liste          | Premier tour | Premier tour | Sièges | Sièges |
| Tête de liste                | Tête de liste   | Liste          | Voix         | %            | CM     | CC     |
| ---------------------------- | --------------- | -------------- | ------------ | ------------ | ------ | ------ |
|                              | Yvan Moullec    | DVD            | 982          | 56,43        | 22     | 6      |
| Plouhinec : cap sur l’avenir |                 |                | 982          | 56,43        | 22     | 6      |
|                              | Frédéric Autret | DVD            | 399          | 22,93        | 3      | 1      |
| Plouhinec ensemble           |                 |                | 399          | 22,93        | 3      | 1      |
|                              | Pierre Garrec   | LR             | 359          | 20,63        | 2      | 1      |
| Pour Plouhinec               |                 |                | 359          | 20,63        | 2      | 1      |
|                              |                 |                |              |              |        |        |
| Inscrits                     | Inscrits        | Inscrits       | 3 499        |              |        |        |
| Abstentions                  | Abstentions     | Abstentions    | 1 697        | 48,50        |        |        |
| Votants                      | Votants         | Votants        | 1 802        | 51,50        |        |        |
| Blancs et nuls               | Blancs et nuls  | Blancs et nuls | 62           | 3,44         |        |        |
| Exprimés                     | Exprimés        | Exprimés       | 1 740        | 96,56        |        |        |

### Plouigneau
- Maire sortante : Rollande Le Houérou (DVD)

| Tête de liste                    | Tête de liste   | Liste          | Premier tour | Premier tour | Sièges | Sièges |
| Tête de liste                    | Tête de liste   | Liste          | Voix         | %            | CM     | CC     |
| -------------------------------- | --------------- | -------------- | ------------ | ------------ | ------ | ------ |
|                                  | Joëlle Huon     | PS-PCF-G.s     | 1 124        | 53,16        | 26     | 3      |
| #Changeons Plouigneau            |                 |                | 1 124        | 53,16        | 26     | 3      |
|                                  | Johny Delépine, | DVD            | 990          | 46,83        | 7      | 1      |
| Plouigneau en mouvement d’avenir |                 |                | 990          | 46,83        | 7      | 1      |
|                                  |                 |                |              |              |        |        |
| Inscrits                         | Inscrits        | Inscrits       | 3 814        |              |        |        |
| Abstentions                      | Abstentions     | Abstentions    | 1 641        | 43,03        |        |        |
| Votants                          | Votants         | Votants        | 2 173        | 56,97        |        |        |
| Blancs et nuls                   | Blancs et nuls  | Blancs et nuls | 59           | 2,72         |        |        |
| Exprimés                         | Exprimés        | Exprimés       | 2 114        | 97,28        |        |        |

### Plourin-lès-Morlaix
- Maire sortant : Guy Pennec (PS)

| Tête de liste                              | Tête de liste  | Liste           | Premier tour | Premier tour | Sièges | Sièges |
| Tête de liste                              | Tête de liste  | Liste           | Voix         | %            | CM     | CC     |
| ------------------------------------------ | -------------- | --------------- | ------------ | ------------ | ------ | ------ |
|                                            | Guy Pennec,    | PS-PCF-EÉLV-G.s | 942          | 100,00       | 27     | 3      |
| Agissons ensemble pour Plourin-lès-Morlaix |                |                 | 942          | 100,00       | 27     | 3      |
|                                            |                |                 |              |              |        |        |
| Inscrits                                   | Inscrits       | Inscrits        | 3 332        |              |        |        |
| Abstentions                                | Abstentions    | Abstentions     | 2 252        | 67,59        |        |        |
| Votants                                    | Votants        | Votants         | 1 080        | 32,41        |        |        |
| Blancs et nuls                             | Blancs et nuls | Blancs et nuls  | 138          | 12,78        |        |        |
| Exprimés                                   | Exprimés       | Exprimés        | 942          | 87,22        |        |        |

### Plouvien
- Maire sortant : Christian Calvez (DVD), ne se représente pas[187]

| Tête de liste          | Tête de liste  | Liste          | Premier tour | Premier tour | Sièges | Sièges |
| Tête de liste          | Tête de liste  | Liste          | Voix         | %            | CM     | CC     |
| ---------------------- | -------------- | -------------- | ------------ | ------------ | ------ | ------ |
|                        | Hervé Oldani   | DVD            | 980          | 100,00       | 27     | 5      |
| Ensemble pour Plouvien |                |                | 980          | 100,00       | 27     | 5      |
|                        |                |                |              |              |        |        |
| Inscrits               | Inscrits       | Inscrits       | 2 814        |              |        |        |
| Abstentions            | Abstentions    | Abstentions    | 1 739        | 61,80        |        |        |
| Votants                | Votants        | Votants        | 1 075        | 38,20        |        |        |
| Blancs et nuls         | Blancs et nuls | Blancs et nuls | 95           | 8,74         |        |        |
| Exprimés               | Exprimés       | Exprimés       | 980          | 91,16        |        |        |

### Plouzané
- Maire sortant : Bernard Rioual (PS), ne se représente pas[189]

| Tête de liste                                     | Tête de liste            | Liste                    | Premier tour | Premier tour | Second tour | Second tour | Sièges | Sièges |
| Tête de liste                                     | Tête de liste            | Liste                    | Voix         | %            | Voix        | %           | CM     | CC     |
| ------------------------------------------------- | ------------------------ | ------------------------ | ------------ | ------------ | ----------- | ----------- | ------ | ------ |
|                                                   | Yves Du Buit             | UDI-LREM                 | 1 560        | 39,22        | 1 870       | 45,26       | 24     | 4      |
| Plouzané nouvel élan                              |                          |                          | 1 560        | 39,22        | 1 870       | 45,26       | 24     | 4      |
|                                                   | Jacky Le Bris            | PS                       | 1 312        | 32,98        | 1 228       | 29,72       | 5      | 1      |
| Plouzané dynamique, durable et solidaire          |                          |                          | 1 312        | 32,98        | 1 228       | 29,72       | 5      | 1      |
|                                                   | Xavier Rioual            | EÉLV-FI-G.s              | 1 105        | 27,78        | 1 033       | 25,00       | 4      | 1      |
| Avec vous, Plouzané ville citoyenne et écologique |                          |                          | 1 105        | 27,78        | 1 033       | 25,00       | 4      | 1      |
|                                                   |                          |                          |              |              |             |             |        |        |
| Votes exprimés                                    | Votes exprimés           | Votes exprimés           | 3 977        | 97,02        | 4 131       | 98,22       |        |        |
| Votes blancs                                      | Votes blancs             | Votes blancs             | 25           | 0,61         | 36          | 0,86        |        |        |
| Votes nuls                                        | Votes nuls               | Votes nuls               | 97           | 2,37         | 39          | 0,93        |        |        |
| Total                                             | Total                    | Total                    | 1 099        | 100          | 4 206       | 100         | 33     | 6      |
| Abstention                                        | Abstention               | Abstention               | 6 142        | 59,97        | 6 055       | 59,01       |        |        |
| Inscrits / participation                          | Inscrits / participation | Inscrits / participation | 10 241       | 40,03        | 10 261      | 40,99       |        |        |

### Plozévet
- Maire sortant : Pierre Plouzennec (PS), ne se représente pas[194]

| Tête de liste                     | Tête de liste       | Liste          | Premier tour | Premier tour | Sièges | Sièges |
| Tête de liste                     | Tête de liste       | Liste          | Voix         | %            | CM     | CC     |
| --------------------------------- | ------------------- | -------------- | ------------ | ------------ | ------ | ------ |
|                                   | Gilles Kérézéon     | DVG            | 765          | 53,38        | 18     | 5      |
| Ensemble pour Plozévet            |                     |                | 765          | 53,38        | 18     | 5      |
|                                   | Jean-Bernard Yannic | PS-PCF         | 567          | 39,56        | 5      | 1      |
| Plozévet - Citoyenne et solidaire |                     |                | 567          | 39,56        | 5      | 1      |
|                                   | Claude Conrod       | ex MPF         | 101          | 7,04         | 0      | 0      |
| Plozévet autrement                |                     |                | 101          | 7,04         | 0      | 0      |
|                                   |                     |                |              |              |        |        |
| Inscrits                          | Inscrits            | Inscrits       | 2 554        |              |        |        |
| Abstentions                       | Abstentions         | Abstentions    | 1 065        | 41,70        |        |        |
| Votants                           | Votants             | Votants        | 1 489        | 58,30        |        |        |
| Blancs et nuls                    | Blancs et nuls      | Blancs et nuls | 56           | 3,74         |        |        |
| Exprimés                          | Exprimés            | Exprimés       | 1 433        | 96,24        |        |        |

### Pluguffan
- Maire sortant : Alain Decourchelle (LREM)

| Tête de liste                                   | Tête de liste       | Liste          | Premier tour | Premier tour | Sièges | Sièges |
| Tête de liste                                   | Tête de liste       | Liste          | Voix         | %            | CM     | CC     |
| ----------------------------------------------- | ------------------- | -------------- | ------------ | ------------ | ------ | ------ |
|                                                 | Alain Decourchelle, | LREM-DVC       | 771          | 52,27        | 21     | 3      |
| Ensemble, construisons notre avenir à Pluguffan |                     |                | 771          | 52,27        | 21     | 3      |
|                                                 | Pierre-Yves Biger   | DVD            | 366          | 24,81        | 3      | 0      |
| Pluguffan, avec vous en toute transparence      |                     |                | 366          | 24,81        | 3      | 0      |
|                                                 | Ronan Le Quéau      | DVG            | 338          | 22,91        | 3      | 0      |
| Pluguffan autrement                             |                     |                | 338          | 22,91        | 3      | 0      |
|                                                 |                     |                |              |              |        |        |
| Inscrits                                        | Inscrits            | Inscrits       | 3 045        |              |        |        |
| Abstentions                                     | Abstentions         | Abstentions    | 1 524        | 50,05        |        |        |
| Votants                                         | Votants             | Votants        | 1 521        | 49,95        |        |        |
| Blancs et nuls                                  | Blancs et nuls      | Blancs et nuls | 46           | 3,02         |        |        |
| Exprimés                                        | Exprimés            | Exprimés       | 1 475        | 96,98        |        |        |

### Pont-de-Buis-lès-Quimerch
- Maire sortant : Roger Mellouët (PS), ne se représente pas[202]

| Tête de liste                                        | Tête de liste    | Liste          | Premier tour | Premier tour | Sièges | Sièges |
| Tête de liste                                        | Tête de liste    | Liste          | Voix         | %            | CM     | CC     |
| ---------------------------------------------------- | ---------------- | -------------- | ------------ | ------------ | ------ | ------ |
|                                                      | Pascal Prigent   | PS-PCF-EÉLV    | 852          | 65,08        | 23     | 4      |
| Pont-de-Buis-lès-Quimerc'h, l’aimer, la partager     |                  |                | 852          | 65,08        | 23     | 4      |
|                                                      | Jean-Yves Piriou | DVD            | 457          | 34,91        | 4      | 1      |
| Union pour le renouveau à Pont-de-Buis-lès-Quimerc'h |                  |                | 457          | 34,91        | 4      | 1      |
|                                                      |                  |                |              |              |        |        |
| Inscrits                                             | Inscrits         | Inscrits       | 2 673        |              |        |        |
| Abstentions                                          | Abstentions      | Abstentions    | 1 329        | 49,72        |        |        |
| Votants                                              | Votants          | Votants        | 1 344        | 50,28        |        |        |
| Blancs et nuls                                       | Blancs et nuls   | Blancs et nuls | 35           | 2,60         |        |        |
| Exprimés                                             | Exprimés         | Exprimés       | 1 309        | 97,40        |        |        |

### Pont-l'Abbé
- Maire sortant : Stéphane Le Doaré (LR)

| Tête de liste                   | Tête de liste      | Liste          | Premier tour | Premier tour | Sièges | Sièges |
| Tête de liste                   | Tête de liste      | Liste          | Voix         | %            | CM     | CC     |
| ------------------------------- | ------------------ | -------------- | ------------ | ------------ | ------ | ------ |
|                                 | Stéphane Le Doaré, | LR             | 1 553        | 53,27        | 23     | 8      |
| Rassembler et agir              |                    |                | 1 553        | 53,27        | 23     | 8      |
|                                 | Frédéric Le Loc'h  | PS             | 854          | 29,29        | 4      | 1      |
| Pont-l'Abbé au cœur             |                    |                | 854          | 29,29        | 4      | 1      |
|                                 | Laurent Cavaloc    | G.s-EÉLV-PCF   | 508          | 17,42        | 2      | 1      |
| Pont-l'Abbé, verte et solidaire |                    |                | 508          | 17,42        | 2      | 1      |
|                                 |                    |                |              |              |        |        |
| Inscrits                        | Inscrits           | Inscrits       | 6 643        |              |        |        |
| Abstentions                     | Abstentions        | Abstentions    | 3 668        | 55,22        |        |        |
| Votants                         | Votants            | Votants        | 2 975        | 44,78        |        |        |
| Blancs et nuls                  | Blancs et nuls     | Blancs et nuls | 60           | 2,08         |        |        |
| Exprimés                        | Exprimés           | Exprimés       | 2 915        | 97,98        |        |        |

### Quimper
- Maire sortant : Ludovic Jolivet (Agir)
- 49 sièges à pourvoir au conseil municipal (population légale 2016 : 66 743 habitants)
- 28 sièges à pourvoir au conseil communautaire (CA Quimper Bretagne occidentale)

| Tête de liste                                                      | Tête de liste                  | Liste                    | Premier tour | Premier tour | Second tour | Second tour | Sièges | Sièges |
| Tête de liste                                                      | Tête de liste                  | Liste                    | Voix         | %            | Voix        | %           | CM     | CC     |
| ------------------------------------------------------------------ | ------------------------------ | ------------------------ | ------------ | ------------ | ----------- | ----------- | ------ | ------ |
|                                                                    | Isabelle Assih                 | PS-PCF-G·s-ND-RDG        | 5 277        | 32,06        | 9 520       | 51,24       | 37     | 21     |
| Quimper ensemble                                                   |                                |                          | 5 277        | 32,06        | 9 520       | 51,24       | 37     | 21     |
|                                                                    | Ludovic Jolivet,               | Agir-LR-LC-DVD           | 4 975        | 30,22        | 7 344       | 39,53       | 10     | 6      |
| Enthousiasmons Quimper !                                           |                                |                          | 4 975        | 30,22        | 7 344       | 39,53       | 10     | 6      |
|                                                                    | Annaïg Le Meur                 | LREM                     | 2 263        | 13,75        | 1 713       | 9,22        | 2      | 1      |
| Avec Annaïg Le Meur, enfin de l’audace !                           |                                |                          | 2 263        | 13,75        | 1 713       | 9,22        | 2      | 1      |
|                                                                    | Martine Petit                  | EELV-FI diss.-UDB        | 1 158        | 7,03         |             |             |        |        |
| Choisir l’écologie pour Kemper et son agglomération                |                                |                          | 1 158        | 7,03         |             |             |        |        |
|                                                                    | Isabelle Le Bal                | MoDem                    | 972          | 5,90         |             |             |        |        |
| Vent d'Ouest / Avel Gornög                                         |                                |                          | 972          | 5,90         |             |             |        |        |
|                                                                    | Sylvie Casimiro de San Leandro | FI-EELV diss.-NPA-GJ     | 770          | 4,67         |             |             |        |        |
| Coopérative écologique et sociale pour Kemper et son agglomération |                                |                          | 770          | 4,67         |             |             |        |        |
|                                                                    | Christel Hénaff                | RN                       | 740          | 4,49         |             |             |        |        |
| Quimper rassemblement                                              |                                |                          | 740          | 4,49         |             |             |        |        |
|                                                                    | Thomas Dagorn Da Silva         | Rég.                     | 303          | 1,84         |             |             |        |        |
| Vivre Quimper - Kemper Beo                                         |                                |                          | 303          | 1,84         |             |             |        |        |
|                                                                    |                                |                          |              |              |             |             |        |        |
| Votes exprimés                                                     | Votes exprimés                 | Votes exprimés           | 16 458       | 96,70        | 18 577      | 97,76       |        |        |
| Votes blancs                                                       | Votes blancs                   | Votes blancs             | 159          | 0,93         | 246         | 1,29        |        |        |
| Votes nuls                                                         | Votes nuls                     | Votes nuls               | 402          | 2,36         | 180         | 0,95        |        |        |
| Total                                                              | Total                          | Total                    | 17 019       | 100          | 19 003      | 100         | 49     | 28     |
| Abstention                                                         | Abstention                     | Abstention               | 25 924       | 60,37        | 24 002      | 55,81       |        |        |
| Inscrits / participation                                           | Inscrits / participation       | Inscrits / participation | 42 943       | 39,63        | 43 005      | 44,19       |        |        |

### Quimperlé
- Maire sortant : Michaël Quernez (PS)

| Tête de liste                | Tête de liste     | Liste          | Premier tour | Premier tour | Sièges | Sièges |
| Tête de liste                | Tête de liste     | Liste          | Voix         | %            | CM     | CC     |
| ---------------------------- | ----------------- | -------------- | ------------ | ------------ | ------ | ------ |
|                              | Michaël Quernez,  | PS-EÉLV        | 2 008        | 58,98        | 29     | 9      |
| Uni.e.s pour Quimperlé       |                   |                | 2 008        | 58,98        | 29     | 9      |
|                              | Éric Saintilan    | GJ-FI-PCF-G.s  | 576          | 16,92        | 3      | 1      |
| Quimperlé, décidons ensemble |                   |                | 576          | 16,92        | 3      | 1      |
|                              | Anne Janig Daniel | DVD            | 456          | 13,39        | 2      | 0      |
| Faire mieux ensemble         |                   |                | 456          | 13,39        | 2      | 0      |
|                              | Alain Kerhervé    | DVD            | 364          | 10,69        | 1      | 0      |
| Quimperlé d’abord            |                   |                | 364          | 10,69        | 1      | 0      |
|                              |                   |                |              |              |        |        |
| Inscrits                     | Inscrits          | Inscrits       | 8 645        |              |        |        |
| Abstentions                  | Abstentions       | Abstentions    | 5 119        | 59,21        |        |        |
| Votants                      | Votants           | Votants        | 3 526        | 40,79        |        |        |
| Blancs et nuls               | Blancs et nuls    | Blancs et nuls | 122          | 3,46         |        |        |
| Exprimés                     | Exprimés          | Exprimés       | 3 404        | 96,54        |        |        |

### Riec-sur-Bélon
- Maire sortant : Sébastien Miossec (PS)

| Tête de liste        | Tête de liste      | Liste          | Premier tour | Premier tour | Sièges | Sièges |
| Tête de liste        | Tête de liste      | Liste          | Voix         | %            | CM     | CC     |
| -------------------- | ------------------ | -------------- | ------------ | ------------ | ------ | ------ |
|                      | Sébastien Miossec, | DVG            | 1 010        | 100,00       | 27     | 4      |
| Riec, terre d’avenir |                    |                | 1 010        | 100,00       | 27     | 4      |
|                      |                    |                |              |              |        |        |
| Inscrits             | Inscrits           | Inscrits       | 3 719        |              |        |        |
| Abstentions          | Abstentions        | Abstentions    | 2 502        | 67,28        |        |        |
| Votants              | Votants            | Votants        | 1 217        | 32,72        |        |        |
| Blancs et nuls       | Blancs et nuls     | Blancs et nuls | 207          | 17,01        |        |        |
| Exprimés             | Exprimés           | Exprimés       | 1 010        | 82,99        |        |        |

### Roscoff
- Maire sortant : Joseph Séïté (DVD), ne se représente pas[222]

| Tête de liste             | Tête de liste          | Liste          | Premier tour | Premier tour | Sièges | Sièges |
| Tête de liste             | Tête de liste          | Liste          | Voix         | %            | CM     | CC     |
| ------------------------- | ---------------------- | -------------- | ------------ | ------------ | ------ | ------ |
|                           | Odile Thubert-Montagne | DVG            | 789          | 51,53        | 18     | 4      |
| Réussir Roscoff ensemble  |                        |                | 789          | 51,53        | 18     | 4      |
|                           | Daniel Hyrien          | DVD            | 742          | 48,46        | 5      | 1      |
| Roscoff nouveaux horizons |                        |                | 742          | 48,46        | 5      | 1      |
|                           |                        |                |              |              |        |        |
| Inscrits                  | Inscrits               | Inscrits       | 2 863        |              |        |        |
| Abstentions               | Abstentions            | Abstentions    | 1 284        | 44,85        |        |        |
| Votants                   | Votants                | Votants        | 1 579        | 55,15        |        |        |
| Blancs et nuls            | Blancs et nuls         | Blancs et nuls | 48           | 3,04         |        |        |
| Exprimés                  | Exprimés               | Exprimés       | 1 531        | 96,96        |        |        |

### Rosporden
- Maire sortant : Michel Loussouarn (PS)

| Tête de liste                   | Tête de liste      | Liste          | Premier tour | Premier tour | Sièges | Sièges |
| Tête de liste                   | Tête de liste      | Liste          | Voix         | %            | CM     | CC     |
| ------------------------------- | ------------------ | -------------- | ------------ | ------------ | ------ | ------ |
|                                 | Michel Loussouarn, | PS-PCF-EÉLV    | 1 693        | 72,04        | 25     | 6      |
| Rosporden et Kernével pour tous |                    |                | 1 693        | 72,04        | 25     | 6      |
|                                 | Pierre Baniel      | DVD            | 657          | 27,95        | 4      | 1      |
| Unis pour Rosporden-Kernével    |                    |                | 657          | 27,95        | 4      | 1      |
|                                 |                    |                |              |              |        |        |
| Inscrits                        | Inscrits           | Inscrits       | 5 916        |              |        |        |
| Abstentions                     | Abstentions        | Abstentions    | 3 487        | 58,94        |        |        |
| Votants                         | Votants            | Votants        | 2 429        | 41,06        |        |        |
| Blancs et nuls                  | Blancs et nuls     | Blancs et nuls | 79           | 3,25         |        |        |
| Exprimés                        | Exprimés           | Exprimés       | 2 350        | 96,75        |        |        |

### Saint-Évarzec
- Maire sortant : André Guillou (DVD)

| Tête de liste                         | Tête de liste            | Liste                    | Premier tour | Premier tour | Second tour | Second tour | Sièges | Sièges |
| Tête de liste                         | Tête de liste            | Liste                    | Voix         | %            | Voix        | %           | CM     | CC     |
| ------------------------------------- | ------------------------ | ------------------------ | ------------ | ------------ | ----------- | ----------- | ------ | ------ |
|                                       | René Rocuet,             | DVD-PS                   | 533          | 34,90        | 702         | 40,34       | 19     | 4      |
| Rassemblés pour Saint-É               |                          |                          | 533          | 34,90        | 702         | 40,34       | 19     | 4      |
|                                       | André Guillou,           | DVD                      | 540          | 35,36        | 600         | 34,48       | 5      | 1      |
| Unis pour l'action à Saint-Évarzec    |                          |                          | 540          | 35,36        | 600         | 34,48       | 5      | 1      |
|                                       | Sophie Boyer             | DVD                      | 454          | 29,73        | 438         | 25,17       | 3      | 0      |
| Nouvelles énergies pour Saint-Évarzec |                          |                          | 454          | 29,73        | 438         | 25,17       | 3      | 0      |
|                                       |                          |                          |              |              |             |             |        |        |
| Votes exprimés                        | Votes exprimés           | Votes exprimés           | 1 527        | 98,01        | 1 740       | 98,98       |        |        |
| Votes blancs                          | Votes blancs             | Votes blancs             | 11           | 0,71         | 10          | 0,57        |        |        |
| Votes nuls                            | Votes nuls               | Votes nuls               | 20           | 1,28         | 8           | 0,46        |        |        |
| Total                                 | Total                    | Total                    | 1 558        | 100          | 1 758       | 100         | 27     | 5      |
| Abstention                            | Abstention               | Abstention               | 1 321        | 45,88        | 1 129       | 39,11       |        |        |
| Inscrits / participation              | Inscrits / participation | Inscrits / participation | 2 879        | 54,12        | 2 887       | 60,89       |        |        |

### Saint-Martin-des-Champs
- Maire sortant : François Hamon (PS)

| Tête de liste     | Tête de liste   | Liste          | Premier tour | Premier tour | Sièges | Sièges |
| Tête de liste     | Tête de liste   | Liste          | Voix         | %            | CM     | CC     |
| ----------------- | --------------- | -------------- | ------------ | ------------ | ------ | ------ |
|                   | François Hamon, | PS             | 963          | 100,00       | 27     | 3      |
| Saint-Martin 2026 |                 |                | 963          | 100,00       | 27     | 3      |
|                   |                 |                |              |              |        |        |
| Inscrits          | Inscrits        | Inscrits       | 3 502        |              |        |        |
| Abstentions       | Abstentions     | Abstentions    | 2 415        | 68,96        |        |        |
| Votants           | Votants         | Votants        | 1 087        | 31,04        |        |        |
| Blancs et nuls    | Blancs et nuls  | Blancs et nuls | 124          | 11,41        |        |        |
| Exprimés          | Exprimés        | Exprimés       | 963          | 88,59        |        |        |

### Saint-Pol-de-Léon
- Maire sortant : Nicolas Floch (UDI), ne se représente pas[233]

| Tête de liste                    | Tête de liste    | Liste          | Premier tour | Premier tour | Sièges | Sièges |
| Tête de liste                    | Tête de liste    | Liste          | Voix         | %            | CM     | CC     |
| -------------------------------- | ---------------- | -------------- | ------------ | ------------ | ------ | ------ |
|                                  | Stéphane Cloarec | DVD            | 1 639        | 70,34        | 25     | 7      |
| Saint-Pol, un cap, des ambitions |                  |                | 1 639        | 70,34        | 25     | 7      |
|                                  | Jean-Luc Bonis   | DVG            | 691          | 29,65        | 4      | 1      |
| Osons Saint-Pol ensemble         |                  |                | 691          | 29,65        | 4      | 1      |
|                                  |                  |                |              |              |        |        |
| Inscrits                         | Inscrits         | Inscrits       | 5 360        |              |        |        |
| Abstentions                      | Abstentions      | Abstentions    | 5 360        | 55,30        |        |        |
| Votants                          | Votants          | Votants        | 2 396        | 44,70        |        |        |
| Blancs et nuls                   | Blancs et nuls   | Blancs et nuls | 66           | 2,75         |        |        |
| Exprimés                         | Exprimés         | Exprimés       | 2 330        | 97,25        |        |        |

### Saint-Renan
- Maire sortant : Gilles Mounier (DVD)

| Tête de liste        | Tête de liste   | Liste          | Premier tour | Premier tour | Sièges | Sièges |
| Tête de liste        | Tête de liste   | Liste          | Voix         | %            | CM     | CC     |
| -------------------- | --------------- | -------------- | ------------ | ------------ | ------ | ------ |
|                      | Gilles Mounier, | DVD            | 1 708        | 57,21        | 23     | 6      |
| Saint-Renan toujours |                 |                | 1 708        | 57,21        | 23     | 6      |
|                      | Armelle Jaouen  | DVG            | 1 277        | 42,78        | 6      | 2      |
| Nouvel Élan 2020     |                 |                | 1 277        | 42,78        | 6      | 2      |
|                      |                 |                |              |              |        |        |
| Inscrits             | Inscrits        | Inscrits       | 6 423        |              |        |        |
| Abstentions          | Abstentions     | Abstentions    | 3 382        | 52,65        |        |        |
| Votants              | Votants         | Votants        | 3 041        | 47,35        |        |        |
| Blancs et nuls       | Blancs et nuls  | Blancs et nuls | 56           | 1,84         |        |        |
| Exprimés             | Exprimés        | Exprimés       | 2 985        | 98,16        |        |        |

### Saint-Thégonnec Loc-Eguiner
- Maire sortante : Solange Creignou (PS)

| Tête de liste                        | Tête de liste     | Liste          | Premier tour | Premier tour | Sièges | Sièges |
| Tête de liste                        | Tête de liste     | Liste          | Voix         | %            | CM     | CC     |
| ------------------------------------ | ----------------- | -------------- | ------------ | ------------ | ------ | ------ |
|                                      | Solange Creignou, | PS-PCF-EÉLV    | 671          | 100,00       | 27     | 2      |
| Saint Thé-Loc, construisons l'avenir |                   |                | 671          | 100,00       | 27     | 2      |
|                                      |                   |                |              |              |        |        |
| Inscrits                             | Inscrits          | Inscrits       | 2 308        |              |        |        |
| Abstentions                          | Abstentions       | Abstentions    | 1 446        | 62,65        |        |        |
| Votants                              | Votants           | Votants        | 862          | 37,35        |        |        |
| Blancs et nuls                       | Blancs et nuls    | Blancs et nuls | 191          | 22,16        |        |        |
| Exprimés                             | Exprimés          | Exprimés       | 671          | 77,84        |        |        |

### Saint-Yvi
- Maire sortant : Jacques François (PS), ne se représente pas[239]

| Tête de liste                   | Tête de liste  | Liste          | Premier tour | Premier tour | Sièges | Sièges |
| Tête de liste                   | Tête de liste  | Liste          | Voix         | %            | CM     | CC     |
| ------------------------------- | -------------- | -------------- | ------------ | ------------ | ------ | ------ |
|                                 | Guy Pagnard    | PS-PCF-UDB     | 596          | 100,00       | 23     | 3      |
| Saint-Yvi, ensemble pour demain |                |                | 596          | 100,00       | 23     | 3      |
|                                 |                |                |              |              |        |        |
| Inscrits                        | Inscrits       | Inscrits       | 2 388        |              |        |        |
| Abstentions                     | Abstentions    | Abstentions    | 1 666        | 69,77        |        |        |
| Votants                         | Votants        | Votants        | 722          | 30,23        |        |        |
| Blancs et nuls                  | Blancs et nuls | Blancs et nuls | 126          | 17,45        |        |        |
| Exprimés                        | Exprimés       | Exprimés       | 596          | 82,55        |        |        |

### Scaër
- Maire sortant : Jean-Yves Le Goff (DVD)

| Tête de liste                                 | Tête de liste      | Liste          | Premier tour | Premier tour | Sièges | Sièges |
| Tête de liste                                 | Tête de liste      | Liste          | Voix         | %            | CM     | CC     |
| --------------------------------------------- | ------------------ | -------------- | ------------ | ------------ | ------ | ------ |
|                                               | Jean-Yves Le Goff, | DVD            | 1 325        | 68,08        | 25     | 5      |
| Pour Scaër, continuons avec Jean-Yves Le Goff |                    |                | 1 325        | 68,08        | 25     | 5      |
|                                               | Christian Carduner | PCF-PS-EÉLV    | 621          | 31,91        | 4      | 0      |
| Scaër, osons et bâtissons ensemble            |                    |                | 621          | 31,91        | 4      | 0      |
|                                               |                    |                |              |              |        |        |
| Inscrits                                      | Inscrits           | Inscrits       | 4 245        |              |        |        |
| Abstentions                                   | Abstentions        | Abstentions    | 2 169        | 51,10        |        |        |
| Votants                                       | Votants            | Votants        | 2 076        | 48,90        |        |        |
| Blancs et nuls                                | Blancs et nuls     | Blancs et nuls | 80           | 6,26         |        |        |
| Exprimés                                      | Exprimés           | Exprimés       | 1 946        | 93,74        |        |        |

### Taulé
- Maire sortante : Annie Hamon (DVG), ne se représente pas[243]

| Tête de liste        | Tête de liste  | Liste          | Premier tour | Premier tour | Sièges | Sièges |
| Tête de liste        | Tête de liste  | Liste          | Voix         | %            | CM     | CC     |
| -------------------- | -------------- | -------------- | ------------ | ------------ | ------ | ------ |
|                      | Gilles Créach  | DVD            | 656          | 56,50        | 18     | 2      |
| Ambitions pour Taulé |                |                | 656          | 56,50        | 18     | 2      |
|                      | Hervé Richard  | PS-PCF-EÉLV    | 505          | 43,49        | 5      | 0      |
| Ensemble pour Taulé  |                |                | 505          | 43,49        | 5      | 0      |
|                      |                |                |              |              |        |        |
| Inscrits             | Inscrits       | Inscrits       | 2 194        |              |        |        |
| Abstentions          | Abstentions    | Abstentions    | 996          | 45,40        |        |        |
| Votants              | Votants        | Votants        | 1 198        | 54,60        |        |        |
| Blancs et nuls       | Blancs et nuls | Blancs et nuls | 37           | 3,09         |        |        |
| Exprimés             | Exprimés       | Exprimés       | 1 161        | 96,91        |        |        |

### Trégunc
- Maire sortant : Olivier Bellec (PS)

| Tête de liste         | Tête de liste   | Liste          | Premier tour | Premier tour | Sièges | Sièges |
| Tête de liste         | Tête de liste   | Liste          | Voix         | %            | CM     | CC     |
| --------------------- | --------------- | -------------- | ------------ | ------------ | ------ | ------ |
|                       | Olivier Bellec, | PS-PCF-EÉLV    | 1 671        | 100,00       | 29     | 7      |
| Trégunc naturellement |                 |                | 1 671        | 100,00       | 29     | 7      |
|                       |                 |                |              |              |        |        |
| Inscrits              | Inscrits        | Inscrits       | 6 513        |              |        |        |
| Abstentions           | Abstentions     | Abstentions    | 4 657        | 71,50        |        |        |
| Votants               | Votants         | Votants        | 1 856        | 28,50        |        |        |
| Blancs et nuls        | Blancs et nuls  | Blancs et nuls | 185          | 9,97         |        |        |
| Exprimés              | Exprimés        | Exprimés       | 1 671        | 90,03        |        |        |